# Відкриття морського шляху до Індії

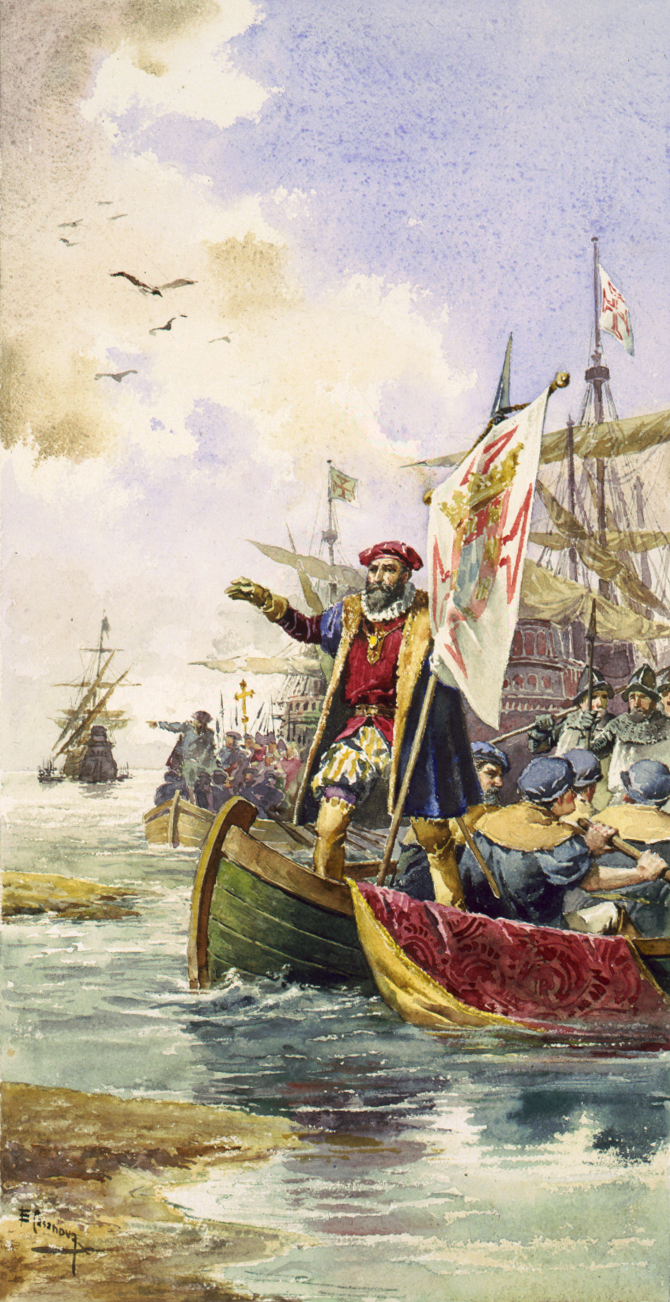
Прибуття Васко да Гама до Індії. з картини Ернесто Казанови Да Гама тримає в руках прапор з зображенням гербу Португалії та хреста Ордена Христа, що спонсорував експансіоністський рух, започаткований Енріке Мореплавцем

Відкриття морського шляху до Індії — перша відома в історії морська подорож з Європи до Індії через Атлантичний та Індійський океани навколо африканського мису Доброї Надії. Вона була здійснена у 1497—1499 роках португальською флотилією на чолі з Васко да Гама за наказом короля Мануела I. Вважається однією з найвизначніших подорожей Доби великих географічних відкриттів. Відкриття Португалією морського шляху до Індії призвело до початку столітнього домінування цієї країни на морських торгових шляхах між Європою та Азією і сприяло створенню Португальської колоніальної імперії.

## Передумови

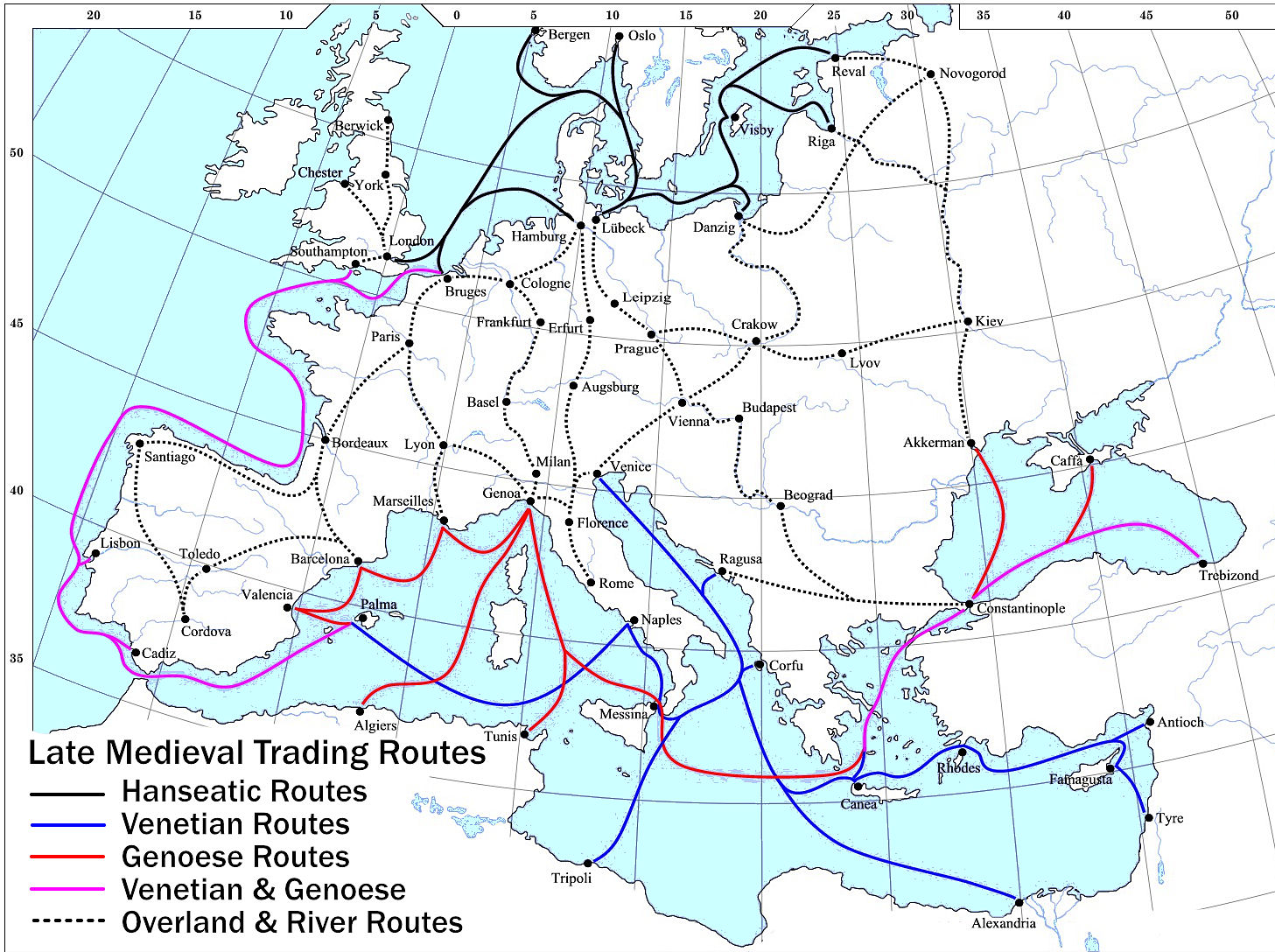
Торгові шляхи в Європі у пізньому середньовіччі

### Торгові шляхи
Морські торгові шляхи у Середземному морі в пізньому середньовіччі перебували переважно під контролем європейських морських республік (Амальфі, Піза, Генуя і Венеція), в той час як Ганзейська унія контролювала майже всю торгівлю в Північному і Балтійському морях.
Екзотичні і дуже дорогі східні товари — в першу чергу спеції, такі як перець, гвоздика, мускатний горіх і кориця потрапляли в Європу з Південної та Південно-Східної Азії (всі ці регіони, погано знайомі з ними європейці узагальнено називали «Індіями») через довгу і складну торгову мережу, проходячи через руки багатьох посередників.

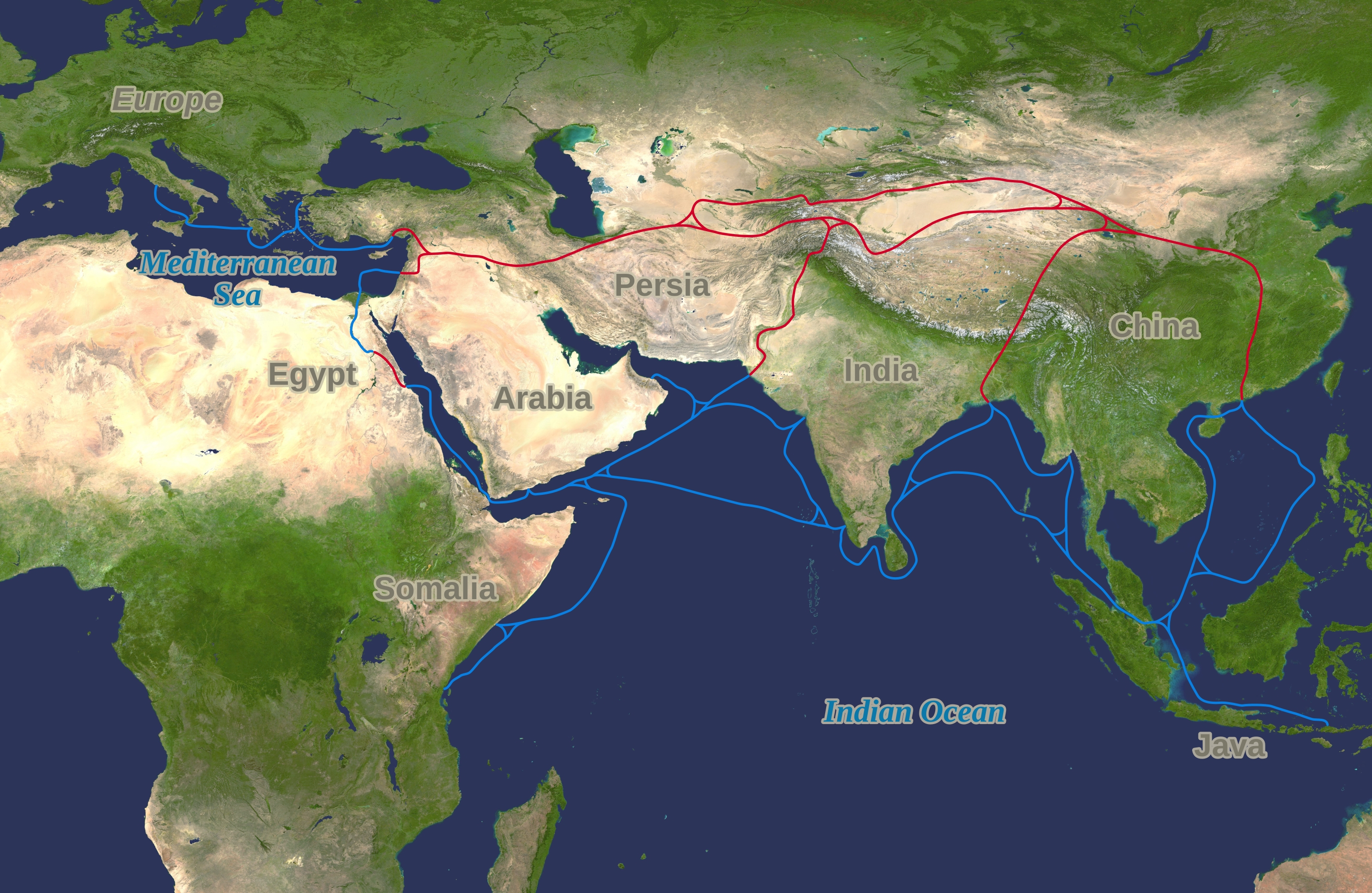
Торгові шляхи між Європою та Сходом до відкриття морського шляху в Індію і XVI ст..

Найдефіцитніші спеції вирощували і збирали на далеких островах Південно-Східної Азії (Малайський архіпелаг, сучасна Індонезія). Звідти індійські торговці доставляли їх в порти на малабарському узбережжі Індії та Шрі-Ланки. Тут їх закуповували арабські торговці і через Індійський океан переправляли в порти на берегах Перської затоки та Червоного моря. Звідти спеції караванами перевозили через пустелю в середземноморські порти Леванту — в першу чергу в єгипетську Александрію. І вже з неї італійські торговці, переважно венеційці та генуезці нарешті перевозили їх по морю в Європу, де спеції та інші східні товари, такі як пахощі, вишукані тканини чи слонова кістка продавались по захмарним цінам. Надзвичайно високі ціни на спецій в Європі і монопольне становище арабських торговців та посередників з Генуї і Венеції у Середземномор'ї заохочували інші країни шукати альтернативні шляхи в таємничі «Індії».
Ці пошуки отримали додатковий стимул після захоплення османами в 1453 році Константинополя і перекриття ними венеційських і генуезьких торгових шляхів через Босфор і Чорне море — останніх каналів торгівлі зі Сходом, що не контролювались арабами.
Одним з можливих варіантів обійти території, що контролювались «маврами» і дістатись напряму до багатих ринків «Індій» був пошук гіпотетичного морського шляху на Схід в обхід Африки. Але ніхто в Європі в XV столітті не знав напевно — чи існує такий шлях взагалі, а якщо існує — то наскільки він складний і небезпечний.

### Розвиток європейського мореплавства

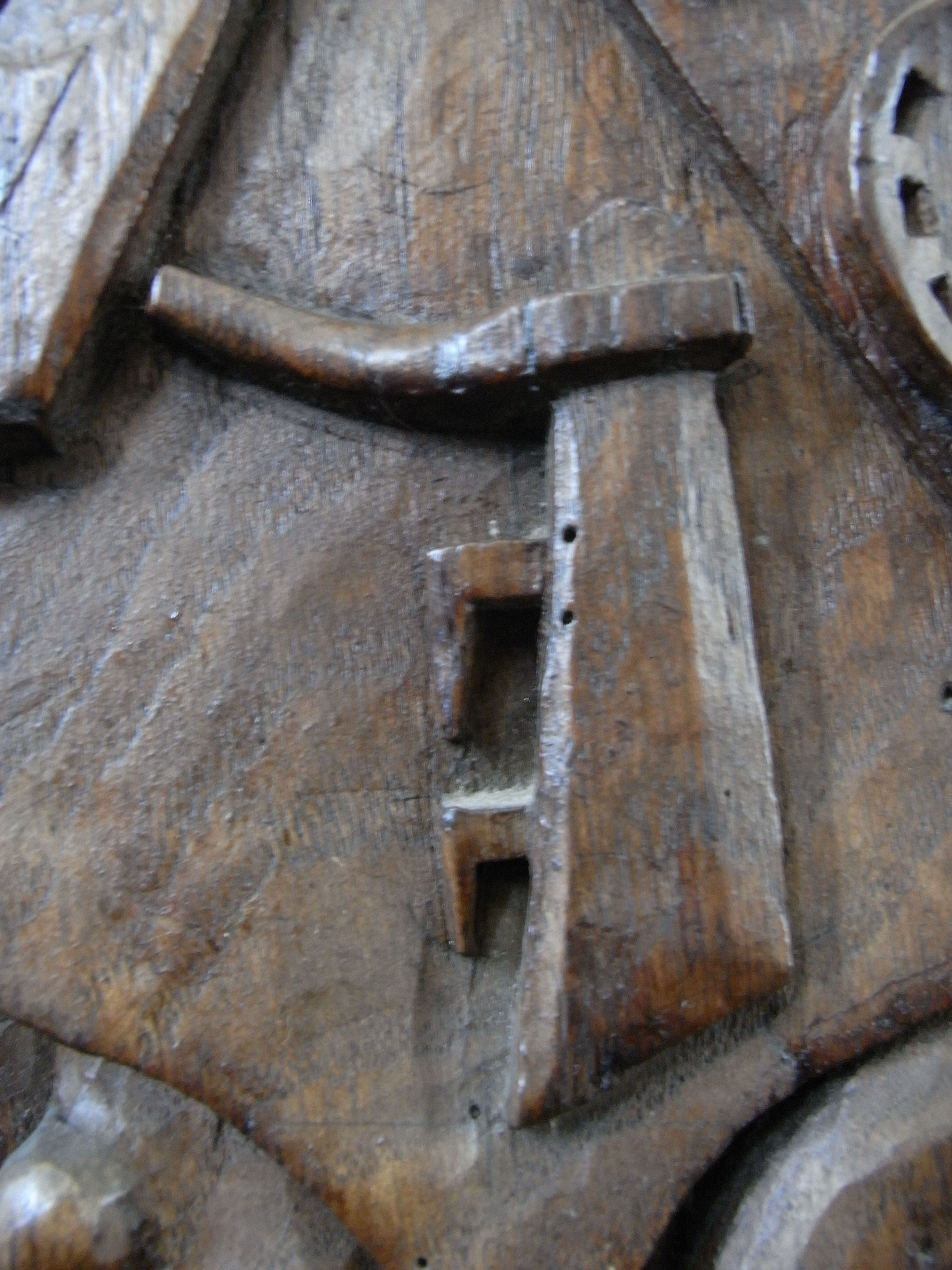
Кормове стерно на зображенні XV ст. з околиць Плімуту в Девонширі.

Морські горизонти для європейців на початку XV століття обмежувались Середземномор'ям та атлантичним узбережжям Франції, Іспанії та Португалії. З XI століття європейським мореплавцям став відомий компас (його винахід, або принаймні впровадження в європейську морську практику приписують мореплавцям з морської Амальфійської республіки). З цього ж часу є відомості про застосування європейцями в навігаційних цілях астролябії, яка була винайдена ще в античні часи і значно покращена мусульманськими вченими в IX—X століттях. Принаймні з XII століття ганзейські мореплавці з північної Європи почали використовувати на своїх човнах-когах кормове стерно, що покращило надійність управління і маневреність кораблів.

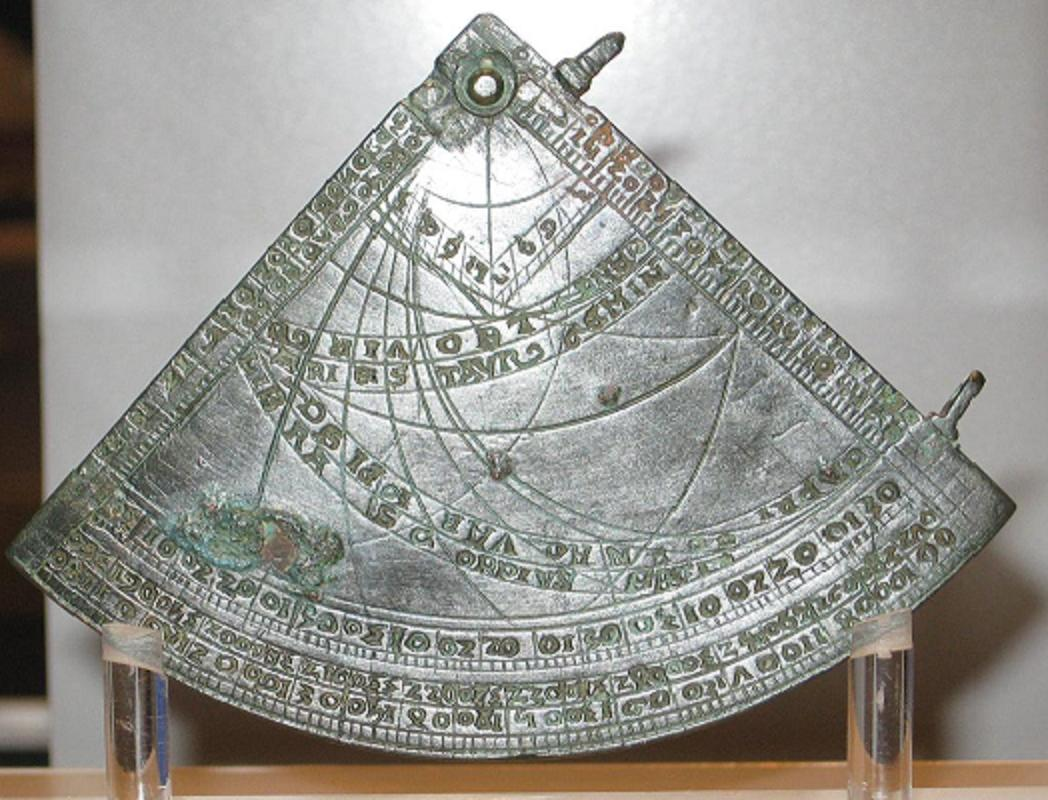
Астролябія 1388 року. Британський музей, Лондон

Кораблі, що використовувались мореплавцями північної Європи, були переважно «округлої» форми, з міцними корпусами, обшитими за клінкерною технологією «внапусток» і озброєні чотирикутними прямими вітрилами, тоді як в Середземномор'ї набули поширення «довгі» гребні кораблі галерного типу, гладка обшивка корпусу «встик» і використання косого або латинського вітрила. Використання косих вітрил давало більшу маневреність і дозволяло кораблям йти не тільки з попутними вітрами, але й під певним кутом до вітру. З приводу походження косого вітрильного озброєння існують взаємопротилежні погляди. Згідно з однією версією цей тип вітрил було запозичено арабськими мореплавцями у народностей з Індійського океану, де косі вітрила типу танджа широко застосовуються від островів Індонезії до Мадагаскару. За іншою теорією все відбулось навпаки, і косі вітрила, що були відомі ще римлянам, поширились з Середземноморського регіону в Індійський океан разом з арабськими та європейськими мореплавцями.
З кінця XIII століття в декількох місцях в Європі починають виготовляти дуже якісні детальні навігаційні карти прибережних вод — портолани. Ці морські карти-портолани, з нанесеною на них сіткою румбів виготовлялись в Генуї та Венеції, а також майстрами майорканської картографічної школи на о. Майорка в Каталонії. На картах-портоланах дуже правдоподібно і надзвичайно детально було зображено район Середземного і Чорного морів, а також атлантичного узбережжя від Португалії до Нідерландів, але зображена на них реалістична географічна інформація різко припинялась на рівні африканського мису Буждур, розташованого навпроти Канарських островів. Території, що знаходились південніше за цей мис на картах-портоланах або залишались бланкетними, або заповнювались малюнками міфічних створінь.

### Ідеологічне підґрунтя досліджень

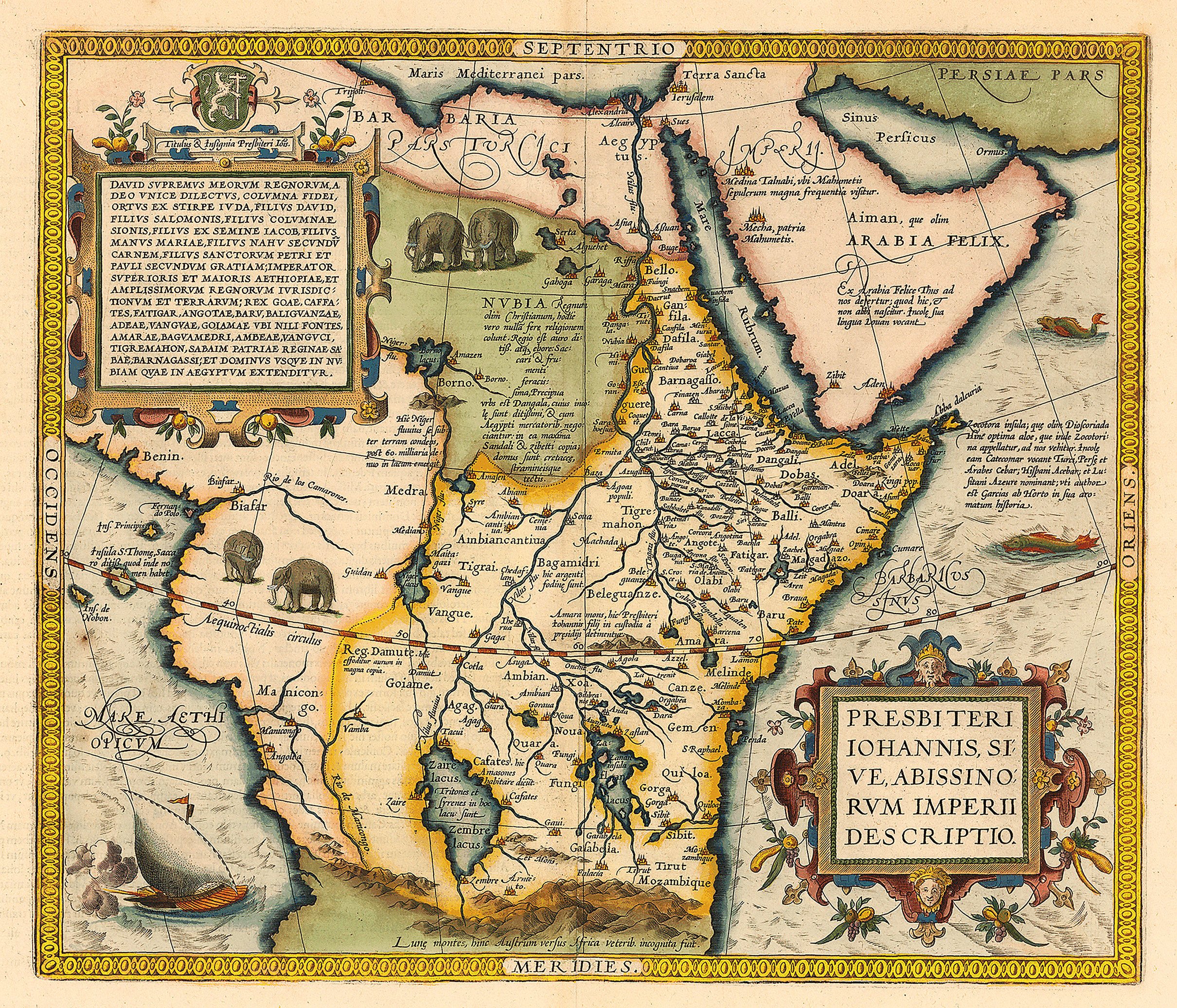
Карта уявного королівства Пресвітера Йоана в Ефіопії та Східній Африці (1584).

Для португальського принца Енріке Мореплавця та його європейських послідовників відкриття нових земель, торгівля та релігія були невіддільні одне від одного. Метою морських досліджень Енріке було одночасно і пошук нових торгових шляхів для збагачення Португалії і поширення християнства серед нововідкритих народів. Він був верховним магістром Ордену Христа, найвищого військово-релігійного ордену в Португалії і експедиції, задумані Енріке, оплачувалися головно коштами цього ордену. Тому кораблі, споряджені португальським принцом несли на своїх вітрилах зображення рівностороннього червоного хреста Ордену Христа.
Ще однією причиною досліджень були пошуки міфічного «Королівства пресвітера Йоана», легендарного християнського царства, що лежало серед мусульманських земель десь на сході, в «Індіях». Під «Індіями» при цьому розумівся дуже широкий спектр земель, про які у європейців були досить туманні уявлення — від Африки до південно-східної Азії. Європейські дослідження живились надією знайти на сході християнських союзників з Королівства пресвітера Йоана протягом усього середньовіччя і не припинились навіть з початком Нового Часу.

## Португальські досягнення за часів Енріке Мореплавця

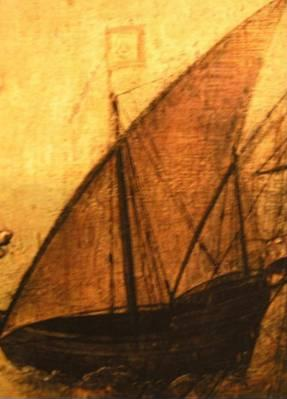
Зображення каравели XV ст. Національний музей старовинного мистецтва. Лісабон

Важливі зміни в розвитку європейської морської справи відбулись в Португалії в першій половині XV ст. за ініціативи та під керівництвом португальського принца Енріке, що отримав від нащадків прізвисько «Мореплавець». Принц Енріке заснував на мисі Сагреш щось подібне до навігаційної школи, куди запросив відомих християнських та єврейських картографів і виробників навігаційного спорядження, та почав організовувати систематичні морські експедиції для дослідження Північної Атлантики та Західноафриканського узбережжя — за межі відомого на той час європейцям світу. 

### Винайдення каравели

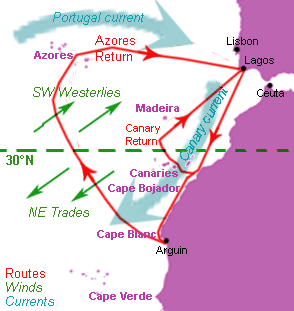
Вольта-ду-мар — маршрут капітанів Енріке Мореплавця

Головним досягненням португальського суднобудування за часів принца Енріке Мореплавця стала розробка моделі нового корабля — каравели, що стало проривним етапом в історії географічних морських досліджень. Каравела поєднала в собі кращі риси північноєвропейських і середземноморських кораблів — це було міцне і надійне судно з обшитим «встик» корпусом округлої форми з декількома щоглами, озброєне кормовим стерном і косими парусами, що робило його швидким і маневреним. Перший зареєстрований випадок використання каравели в морських плаваннях капітанів Енріке зафіксовано на початку 1440-х років. Португальські каравели могли йти достатньо круто проти вітру, що разом зі швидкістю і маневреністю робило їх ідеальними кораблями для здійснення океанських розвідок.
Недоліком каравели був її відносно малий розмір і неможливість прийняти на борт велику кількість товарів або військ, але на початкових етапах досліджень цей недолік ще не грав важливої ролі. З часом, коли водотоннажність суден вийшла на перші ролі, цю проблему португальці вирішили завдяки впровадженню нової, більшої за місткістю моделі корабля — караки або нау. Але навіть якщо завдання перевезення великої кількості вантажу і людського складу в подальших експедиціях покладалось на великі і добре озброєні караки, в склад флотилій зазвичай все рівно додатково включали швидкі і маневрені каравели, які виконували основну роботу по розвідці і дослідженню незнайомих територій.

### Дослідження океанських течій та вітрів. Volta do mar
Капітани Енріке Мореплавця під час дослідження просторів Північно-Східної Атлантики вивчили важливі особливості океанських течій та вітрів, що домінували в цьому регіоні. Ці дослідження дозволили розробити тактику океанських плавань в цьому регіоні. Зокрема, португальці застосовували навігаційний маневр «volta do mar» (повернення з моря), що дозволяв кораблям повертатись в Португалію від західноафриканського узбережжя і атлантичних островів, обходячи по колу постійні північно-західні вітри, що дують вздовж африканського узбережжя і шукаючи сприятливих південно-східних вітрів в центрі Атлантики, використовуючи явище океанічних вітрових кругообігів. Це був важливий крок в історії вітрильного мореплавання, коли вміння знайти сприятливі вітри мало вирішальне значення для успіху. В подальшому розуміння цих принципів допоможе Васко да Гама та іншим португальським флотиліям по широкій дузі досягати з попутними вітрами півдня Африканського континенту, а через кілька років цей маневр «змусить» Педру Алваріша Кабрала відкрити узбережжя Бразилії.

### Відкриття нових земель

#### Атлантичні острови

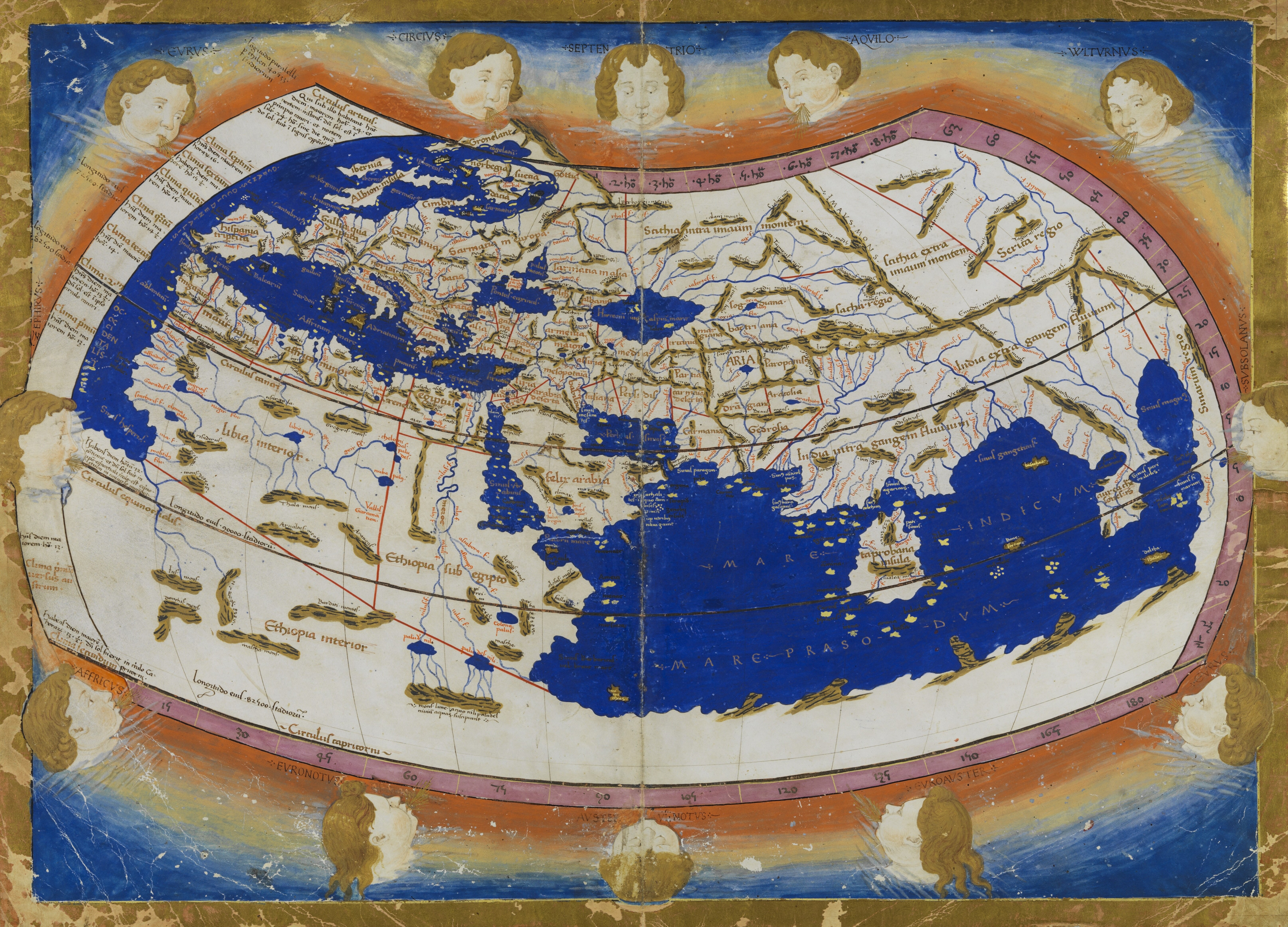
Африка на карті світу Птолемея

У XIV столітті на європейських картах час від часу з'являлись зображення тих чи інших островів в Атлантичному океані, міфічних чи реально побачених унаслідок спорадичних плавань. За принца Енріке ці острови були відкриті чи «перевідкриті», системно досліджені і нанесені на карти та було розпочато їх колонізацію португальськими поселенцями. В 1418—1418 роках Жуан Гонсалвіш Зарку та Тріштан Ваш Тейшейра «офіційно» відкривають острови Порту-Санту і Мадейра. В 1427—1431 роках Діогу де Сілвіш і Гонсалу Кабрал в декількох плаваннях «офіційно» відкривають острови Азорського архіпелагу. Місто Фуншал на о.Мадейра, засноване португальцями в 1424 році, стало першим містом, заснованим європейцями за межами Європи з часів Стародавнього Риму.

#### Африканське узбережжя
До часів принца Енріке мис Буждур був найпівденнішою точкою африканського узбережжя, відомою європейцям. Середньовічні легенди століттями розповідали, що за мисом лежать непридатні для життя землі і води, населені чудовиськами. Принц Енріке раз за разом посилав своїх капітанів дослідити невідомі землі за мисом, поки нарешті Жил Іаніш не проминув його у 1434 році і не з'ясував, що «…плисти під вітрилами тут так само легко, як і у нас вдома, а країна ця багата і усього в ній в достатку».

Межі відомого європейцям африканського узбережжя на портолані братів Піццигані 1367 р.

У 1441 році Нуну Тріштан досягає Білого мису (Кабо-Бланко) і привозить в Європу перших африканських рабів, захоплених європейцями на узбережжі Африки, започаткувавши тим самим сумну історію європейської работоргівлі. В 1444 році він же досягає затоки Арґен, де через п'ять років португальці збудують першу європейську факторію. В цьому ж році Дініш Діаш відкриває річку Сенегал (легендарну «Золоту річку» імперії Малі) і досягає найзахіднішого мису Африки — Зеленого мису (Кабо-Верде). На цьому етапі капітани принца Енріке пройшли південну межу пустелі Сахара, і відтоді здійснилась одна з мрій Енріке — португальці обійшли по морю території, що були цілковито в руках мусульман і омріяні товари з раніше невідомих африканських земель (переважно раби та золото) почали надходити безпосередньо в Португалію, оминаючи арабських посередників. Ця кардинальна зміна торговельних шляхів завдала спустошливого удару по мусульманських султанатах Алжиру та Тунісу, але збагатила Португалію. У 1457 році надходження африканського золота дозволило розпочати карбування в Португалії перших золотих монет в історії країни — крузаду.
У 1455 році капітан принца Енріке Альвізе Кадамосто досягає річки Гамбія, а в 1456 році річки Геба. В 1456—1460 роках. він та Діогу Гоміш відкривають архіпелаг островів Кабо-Верде (островів Зеленого мису). У 1460 році Педру де Сінтра досягнув Сьєрра-Леоне, Вже після смерті принца Енріке, експедиції, організовані португальським купцем Фернаном Гомішем в 1469—1471 роках відкрили золотоносні копальні Ельміни на узбережжі Золотого берегу (сучасна Гана) і острови Сан-Томе і Принсіпі в Гвінейській затоці.
Завдяки своїм експедиціям вздовж африканського узбережжя, Португалія отримала монополію на африканську торгівлю, яка включала золото, слонову кістку, рабів та перець малегета (африканський замінник перцю), але таємнича Індія все ще залишалась недосяжною.

## Пошук шляхів до Індії за часів Жуана ІІ
У 1481 році, після смерті короля Афонсу V Африканця, на португальський трон вступив його син Жуан II. Новий король продовжив справу, започатковану принцом Енріке Мореплавцем і поновив активні морські розвідки уздовж західного берега Африканського континенту. Особливий акцент тепер робився саме на пошуках морського шляху до Індії. Жуан ІІ підійшов до цієї задачі комплексно і почав як споряджати морські експедиції з чітким завданням обійти по морю африканський континент, так і відправляти для збору інформації про шляхи до «Індії» своїх розвідників по суходолу.

### Експедиції Діогу Кана і Бартоломеу Діаша
В 1482—1486 роках Діогу Кан відкрив річку Конго і пройшов на південь вздовж африканського узбережжя аж до кордонів сучасної Намібії. Відчуваючи близькість успіху, у жовтні 1486 року король Португалії Жуан ІІ відправив експедицію на чолі з Бартоломеу Діашем з дорученням обійти південний край Африки і знайти торговий шлях до Індії.
У 1488 році Діаш відкрив найпівденнішу точку Африки, відому як Мис Доброї Надії і увійшов у води Індійського океану. Хоча на цьому етапі його екіпаж збунтувався і примусив Діаша повернути назад не дійшовши до Індії, він довів, що подорож до Індії навколо Африки можлива. Після повернення з плавання до мису Доброї Надії, Діаш допомагав у розробці та будівництві двох кораблів Сан-Габріель та Сан-Рафаель, які згодом були використані Васко да Гама, щоб обійти мис Доброї Надії та прокласти шлях до Індії.

### Місія Перу да Ковіляна і Афонсу де Пайви

Маршрут мандрівки Перу да Ковіляна та Афонсу де Пайва:
зеленим — спільно пройдений шлях;
рудим — шлях, по якому пройшов Ковілян;
синім — шлях Пайва,
чорним — морський шлях до Індії, яким у 1498 році пройшла флотилія Васко да Гама.

Приблизно в 1481 році Жуан Афонсу де Авейру вирушив на схід від Ельміни досліджувати королівство Бенін, зібрав і доставив в Португалію інформацію про майже легендарного принца Огане, королівство якого знаходилося далеко на схід від Беніну. Вважалося, що він християнин і користується великою владою та повагою. Оскільки опис королівства Огане був дуже схожий на опис легендарного королівства пресвітера Йоана, король Жуан ІІ був в захваті від цієї новини і у 1487 році направив на Схід суходолом через мусульманські землі таємну місію в складі Афонсу де Пайва та Перу да Ковіляна. Розвідники мали зібрати інформацію про місцезнаходження королівства пресвітера Йоана, місцеві торгові шляхи та можливість потрапити в ці землі по морю. Ковілян і Пайва вирушили морем через Валенсію, Барселону, Неаполь і Родос в Александрію, а звідти через Каїр добрались до Адену на убережжі Аравійського півострова. Тут їх шляхи розійшлись: Афонсу де Пайва вирушив через Червоне море в Ефіопю, а Перу да Ковільян через Аравійське море в Індію. Вони домовились зустрітись на зворотному шляху в Каїрі. Відвідавши в Індії Гоа і Калікут, Ковілян на зворотному шляху ще здійснив подорож вздовж східного узбережжя Африки і дослідив землі султанату Кілва в сучасних Танзанії і Мозамбіку.
Повернувшись в Каїр в 1490 році, Ковілян дізнався про смерть Пайви в Ефіопії. Він відправив з Каїра через посильних євреїв повідомлення королю Жуану ІІ із детальним звітом про відвідані країни і особливості місцевої торгівлі, а також з порадою пливти в Індію морським шляхом навколо Африки. В своєму звіті Ковілян вказав, що після проходження південного африканського мису кораблі мають знайти Місячний острів (о. Мадагаскар), від якого можна пропливти до Індії.

## Розподіл нововідкритих земель між Португалією і Іспанією

### Алкасоваський договір 1479 р
У 1478 році, під час Війни за кастильську спадщину, відбулась перша колоніальна морська битва в європейській історії. Португальський флот у Гвінейській битві біля берегів багатої золотом Ельміни повністю розгромив кастильську армаду і закріпив контроль Португалії над африканською торгівлею, основними товарами якої були золото, раби, слонова кістка та перець малегета. Результати перемоги було закріплено в Алкасоваському договорі, укладеному між Королівствами Португалія і Кастилія в 1479 році. Згідно цього договору усі нововідкриті території, за винятком Канарських островів, залишалися під контролем Португалії. Кастилія визнавала права Португальського королівства на Азорські острови, архіпелаг Мадейра, острови Зеленого Мису, африканське узбережжя Гвінеї та на усі землі, що були відкриті на момент підписання договору або будуть відкриті в майбутньому на південь від Канарських островів.

### Тордесільяський договір 1494р.

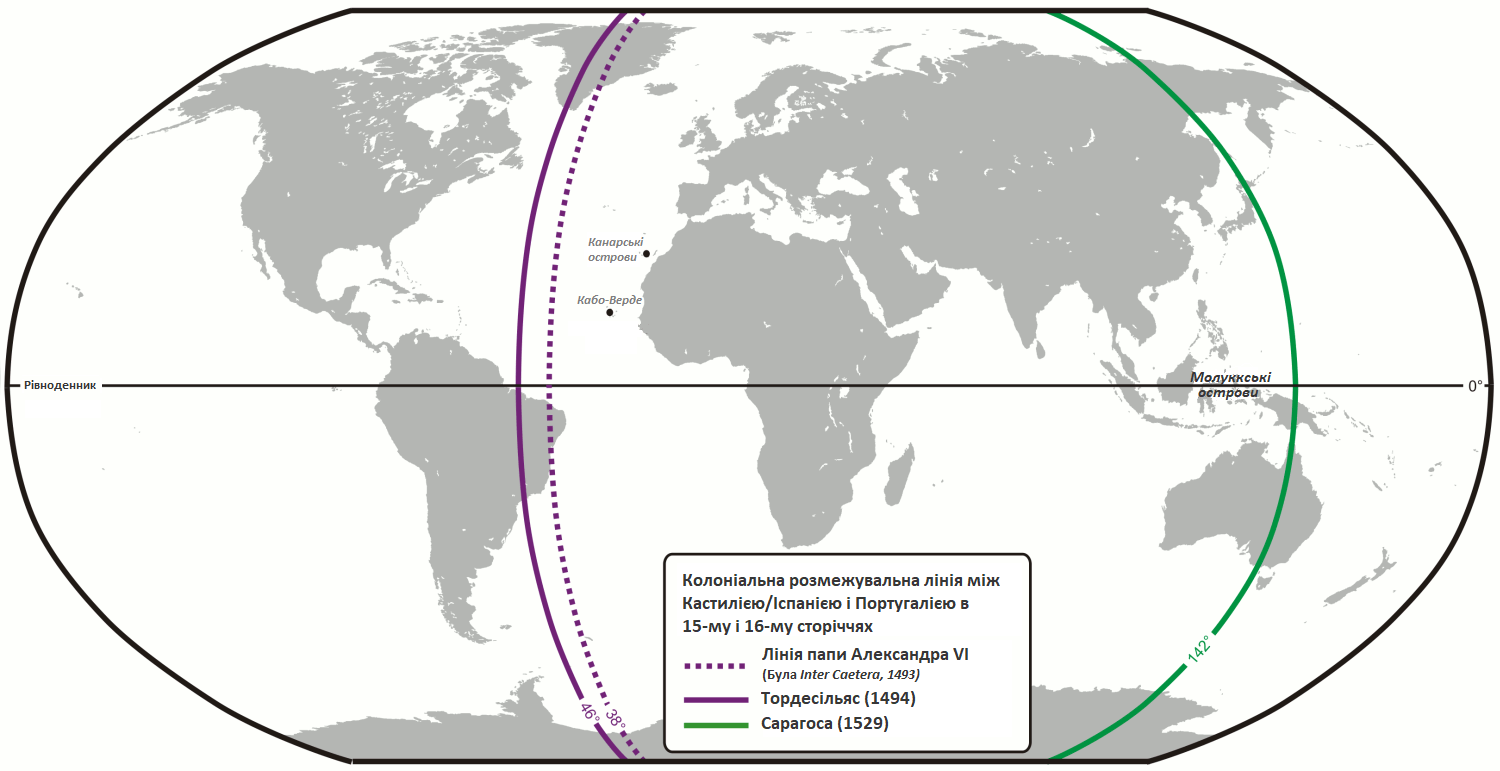
Лінія Тордесільяського договору (фіолетовим). Лінія розподілу, запропонована папою Олександром VI проходила східніше (пунктиром)

Після відкриття Колумбом нових земель на заході, Іспанія і Португалія знову вступили в територіальну суперечку, оскільки формально відкриті Колумбом землі знаходились південніше Канарських островів, і, отже мали належати Португалії згідно з умовами Алкасоваського договору. Почались складні дипломатичні переговори із залученням Папи Римського, у підсумку яких сторони в 1494 році уклали новий договір в іспанському місті Тордесільяс. Згідно з Тордесільяським договором лінія розділу між сферами повноважень обох країн пролягала від полюсу до полюсу в 370 лігах на захід від португальських островів Кабо-Верде (~50° західної довготи). Всі землі, що були чи будуть виявлені на захід від цієї лінії мали належати Іспанії, а все, що знаходиться на сході (включаючи Африку але за виключенням Канарських островів) — Португалії.

## Організація експедиції Мануелом І
Незважаючи на активну підготовку, король Жуан ІІ не встиг реалізувати проєкт по пошуку морського шляху до Індії до своєї смерті в 1495 році. Можливо цьому завадила особиста трагедія Жуана ІІ, пов'язана з передчасною трагічною загибеллю його єдиного сина і спадкоємця. Реалізувати ці плани вдалося вже його наступнику — королю Мануелу I.
Плани Жуана ІІ по пошуку морського шляху в Індію підтримувались в Португалії не усіма. Під час кортесів в 1495 році багато хто висловлював сумніви щодо їх доцільності. Представники цієї точки зору були цілком задоволені поточним станом торгівлі з вже дослідженою португальцями африканською Гвінеєю і побоювалась витрат, пов'язаних із дослідженням та розвитком нових морських шляхів та завоюванням будь-яких заморських територій. Цю позицію втілено в персонажі «старого з Рестелло» з «Лузіад» португальського епічного поета Луїша де Камойнша, який активно виступає проти участі в подорожі.
Мануел І не поділяв цих сумнівів. В свій час король Жуан II планував призначити очільником індійської експедиції батька Васко — Ештевана да Гама, але на момент втілення плану і старий король і батько да Гами були вже мертві. Тож реалізуючи план Жуана II, король Мануел продовжив споряджати кораблі і призначив Васко да Гама очолити цю експедиції в якості командора армади.

## Флотилія

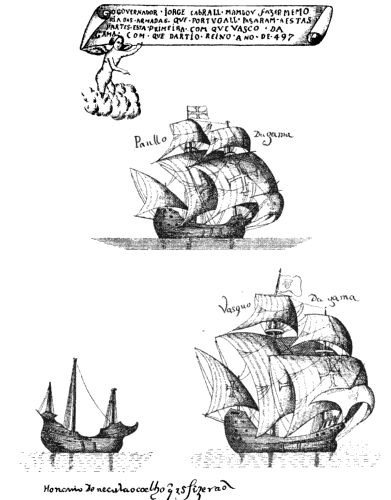
Кораблі флотилії Васко да Гама

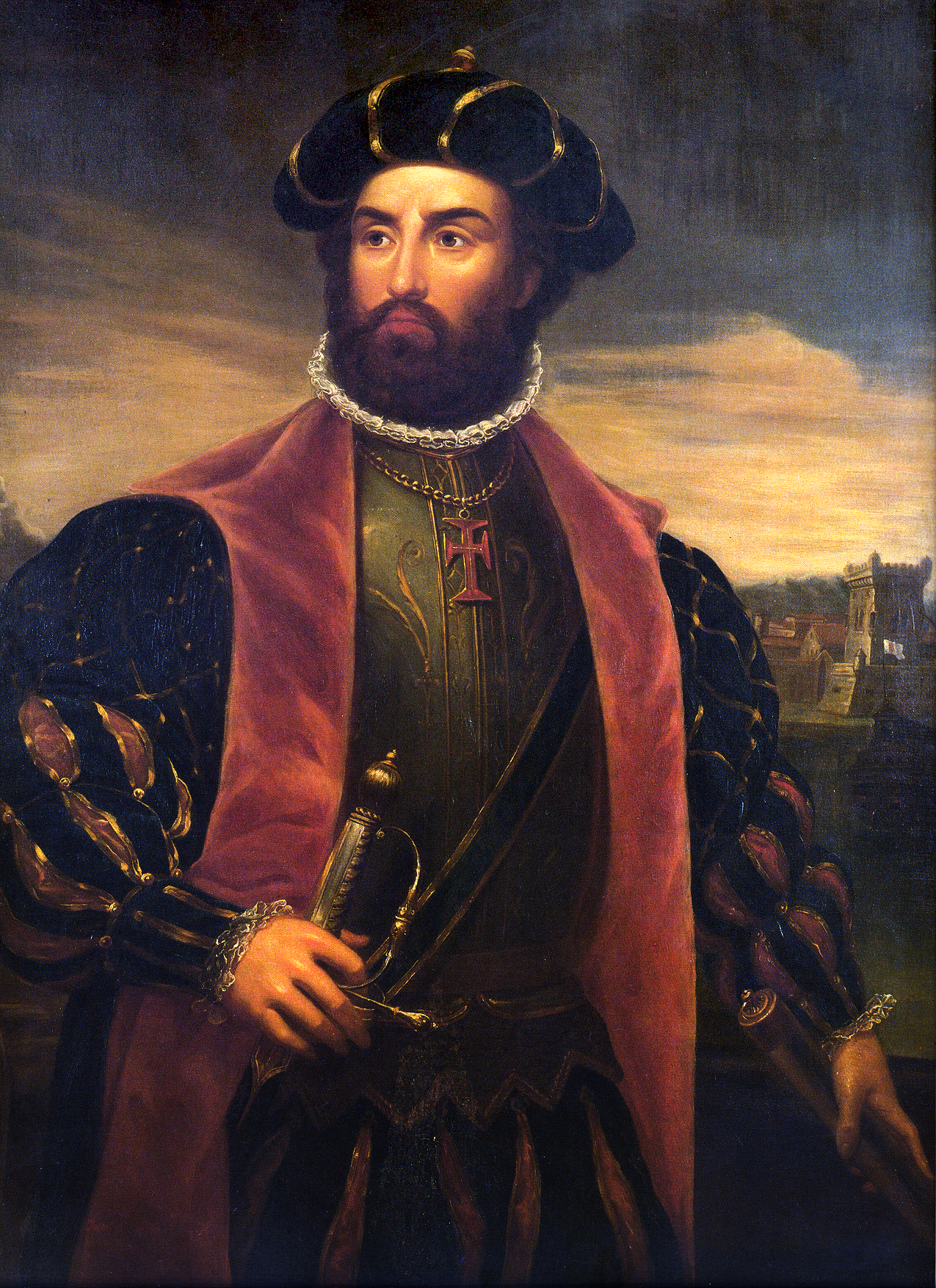
Васко да Гама Антоніо Мануель да Фонсека, 1838, Національний морський музей Лондоні

Флотилія, перед якою буле поставлене завдання прокласти морський шлях до Індії, складалась з 3 основних кораблів — двох великих однотипних карак (флагманського корабля «Сан-Габріель» і його двійника «Сан-Рафаель»), а також меншої, швидшої і маневренішої каравели «Сан-Мігель» (яку всі скорочено називали «Берріо»). Капітаном на «Сан-Габріель» був сам Васко да Гама, на «Сан-Рафаель» — його брат Паулу да Гама, а каравела йшла на чолі з Ніколау Коелью. На каравелу Коелью покладались усі завдання по проведенню розвідок і досліджень незнайомих вод, тоді як більші кораблі слідували в її кільватері. Штурманами з ними йшли досвідчені Перу де Аленкер і Перу Ешкобар, що вже плавали до півдня Африки з Діогу Каном і Бартоломеу Діашем. Також флотилію супроводжувало четверте вантажне судно, яке перевозило запаси провізії і було демонтоване після досягнення експедицією африканського узбережжя. Водотоннаж «Сан-Габріеля» і «Сан-Рафаеля» складав по 100—120 тонн, на кожному з кораблів було встановлено по 12 гармат.
| Корабель       | Капітан        | Штурман         | Писар           |
| -------------- | -------------- | --------------- | --------------- |
| «Сан Габріель» | Васко да Гама  | Перу де Аленкер | Діогу Діаш      |
| «Сан Рафаель»  | Паулу да Гама  | Жуан де Коїмбра | Жуан да Са      |
| «Берріо»       | Ніколау Коелью | Перу Ешкобар    | Алвару де Брага |
| Вантажне судно | Гонсалу Нуньєш |                 |                 |

Екіпаж флотилії складав 168 осіб. Кожен з кораблів мав власного капітана, штурмана та корабельного писаря, на флагмані знаходився корабельний майстер. В склад флотилії було включено двох монахів, двох перекладачів з арабської і банту і десяток злочинців, яких планували використовувати для небезпечних завдань.
Мореплавці мали в своєму розпорядженні морські карти, з нанесеною на них частиною африканського узбережжя, що було відомим на той час, квадранти, морські астролябії, таблиці з розрахунками — такі, як астрономічні таблиці Авраама Закуто. Згідно з повідомленнями Жуана де Барруша, широти під час експедиції визначались за допомогою спостережень за кутом підвищення Сонця.
На кораблі були завантажені харчові припаси, розраховані на трирічне плавання. Щоденний раціон включав 1,5 фунта галет, 1 фунт яловичини або 0,5 фунта свинини, 2,5 пінти (1,5 літра) води, 1,25 пінти вина, 120 мл. олії та 60 мл. оцту. У дні посту замість м'яса видавали 0,5 фунта рису або сиру. Інші припаси включали борошно, боби, сочевицю, сухофрукти, мигдаль, часник, гірчицю, сіль, мед і цукор. Крім того, в дорозі ловили свіжу рибу а запаси іншої їжі, зокрема апельсинів, що допомагали від цинги, поповнювались у гаванях.
Також флотилія мала на борту товари, призначені для індійського ринку. Номенклатура та якість цих товарів виявилися однією з найбільших помилок експедиції. Вочевидь їх підбирали за порадою Бартоломеу Діаша, що в своїй подорожі до мису Доброї Надії стикався переважно з півдикими тубільними племенами. Відповідно цей товар включав металеві тази, смугастий одяг, червоні шапочки, брязкальця, корали, скляні намиста та дрібнички і виявився неадекватним і не мав попиту в розвинутих торгових містах узбережжя Суахілі у східній Африці, не кажучи вже про багату Індію.
На кораблях також було завантажено декілька наперед виготовлених падранів (порт. padrões), кам'яних стовпів з хрестом і гербом Португалії, які планувалось встановлювати у нововідкритих землях.

## Плавання

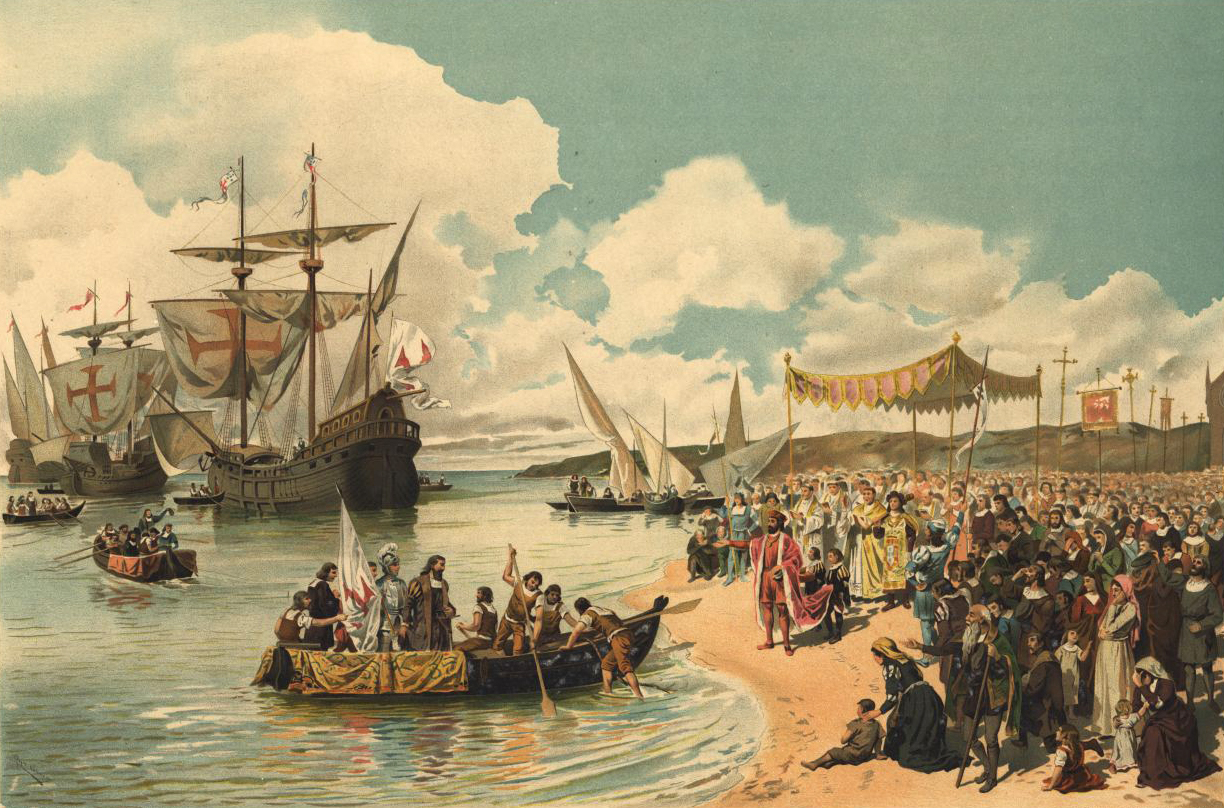
Проводи експедиції Васко да Гама в Лісабоні в 1497 р.

8 липня 1497 року кораблі флотилії відійшли від берегів Тежу в районі Белен, неподалік від монастиря Жеронімуш в пригороді Лісабона, що в подальшому стане традиційним місцем старту португальських далеких заморських плавань.

### Подорож до мису Доброї Надії
До островів Зеленого мису (Кабо-Верде) флотилія йшла по добре відомому португальцям маршруту, ретельно дослідженому мореплавцями в попередні десятиліття. Експедиція пройшла повз іспанські Канарські острови без зупинок, щоб не привертати до себе увагу. Перед архіпелагом Кабо-Верде кораблі втратили з виду один одного в тумані, але на о.Сантьягу флотилія знову зібрались разом і після короткої зупинки, 3 серпня 1497 року продовжила плавання. Біля берегів Сьєрра-Леоне Да Гама вперше відхилився від знайомих португальцям маршрутів, що вели далі вздовж африканського узбережжя і в пошуках південно-атлантичних західних вітрів взяв курс на південь у відкритий океан. 96 днів кораблі флотилії не бачили землі, подолавши за цей час понад 10 000 кілометрів (6 000 миль), що було найдовшою морською подорожжю тих часів (для порівняння кораблі Колумба на шляху до Америки провели у відкритому морі лише 37 днів). Обраний курс виявився вдалим, експедиція проминула смугу східних пасатів і на широті біля 20° нижче екватора натрапила на стійкі західні вітри, які винесли кораблі флотилії до південноафриканського узбережжя. 7 листопада 1487 року, після тримісячної подорожі у відкритому морі експедиція вперше пристала до берегів Африки в затоці Святої Олени, неподалік від мису Доброї Надії. 22 листопада флотилія пройшла повз мис Доброї Надії і увійшла в Індійський океан. В затоці Сан-Брас вантаж і екіпаж допоміжного корабля розподілили між іншими кораблями експедиції, а саме судно розібрали.
16 грудня флот пройшов найдальше місце, що було досягнуте Бартоломеу Діашем і заплив у води, що ще не відвідувались європейцями. Коли настало Різдво, Да Гама дав узбережжю, вздовж якого пропливала експедиція назву Натал, з португальської — «Різдво».

### Мозамбік

Після довгого плавання вздовж африканських берегів, населених переважно дикими кочовими племенами, 2 березня 1498 року кораблі флотилії встали на рейді біля міста Мозамбік. Це острівне місто було жвавим портом і важливим пунктом арабської торгової мережі на африканському узбережжі Суахілі. В Мозамбіку португальці зустріли арабських купців на великих торгових кораблях, завантажених прянощами та іншими східними товарами — стало зрозуміло, що експедиція просувається в правильному напрямку. Побоюючись, що місцеве населення поставиться до християн вороже, члени експедиції спочатку видавали себе за мусульман і були гостинно прийняті місцевим султаном. Султан прислав на кораблі подарунки, відвідував кораблі флотилії з візитом, запросив членів екіпажу в гості і надав в розпорядження португальців двох місцевих штурманів, які мали показати флотилії шлях до Індії. Проте, не довіряючи тубільцям, да Гама не ризикнув завести кораблі в порт Мозамбіку і зупинився на рейді при вході в бухту. Він також так і не наважився самостійно зійти на берег, і проводив переговори з місцевим правителем, перебуваючи на кораблі або зустрічаючись у човнах на воді. Подарунки Васко да Гами здивували султана своєю скромністю. Невдовзі між португальцями і місцевим населенням сталась низка непорозумінь і після загострення конфлікту, 29 березня 1498 року флотилія залишила Мозамбік, пограбувавши декілька місцевих торгових човнів і обстрілявши перед відходом місто з гармат.

### Момбаса

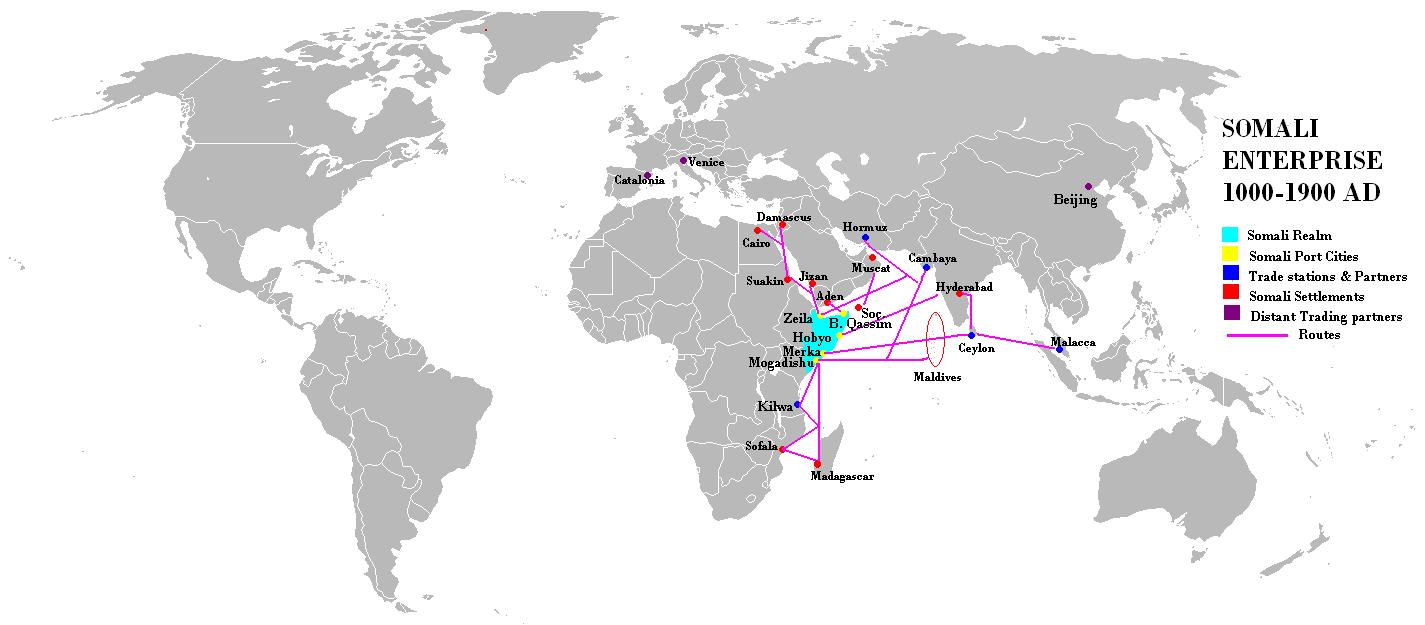
Торгові шляхи узбережжя Суахілі

7 квітня флотилія підійшла до Момбаси, ще одного важливого торгового міста на узбережжі Суахілі і пробула в ньому до 13 квітня. В Момбасі Васко да Гамі також не вдалось встановити дружніх взаємовідносин з місцевим населенням. Спочатку, як і в Мозамбіку, їх зустріли привітно, але невдовзі відносини почали псуватися. Лоцмани, надані правителем Мозамбіку, втікли з кораблів да Гами і флотилія знову не наважилася зайти в порт. В пошуках нових лоцманів в околицях Момбаси Васко да Гама вдався до піратства, пограбувавши беззбройний арабський торговий човен і захопивши пасажирів та екіпаж в заручники.

### Малінді
Кораблі Васко да Гами продовжував рух на північ вздовж узбережжя Суахілі, прибувши 14 квітня 1498 року у порт Малінді, султан якого ворогував з сусідньою Момбасою і поставився до португальців приязно. Експедиція провела в Малінді 10 днів, протягом яких відбувались дружні зустрічі і святкування. Правда Васко да Гама і тут не ризикнув зійти на берег, всупереч численним запрошенням. В Малінді експедиція вперше зустрілась з індійськими торговцями, яких португальці помилково вважали християнами. Да Гама звільнив усіх захоплених між Момбасою і Малінді заручників, а взамін отримав від султана Малінді досвідченого лоцмана, який мав провести європейську флотилію до Калікута на південно-західному узбережжі Індії. Різні джерела розходяться щодо особистості лоцмана, називаючи його християнином, мусульманином або гуджараті. Згідно однієї з версій лоцманом, наданим султаном Малінді був відомий арабський мореплавець Ахмад Ібн Маджид, але тогочасні джерела повідомляють про перебування ібн Маджида в цей час в інших місцях, тож він не міг бути у Малінді. Жоден з португальських істориків того часу не згадує ім'я Ахмада Ібн Маджида.
Флотилія Васко да Гама залишила Малінді 24 квітня 1498 року і, використовуючи сприятливі мусони, полишила африканське узбережжя і взяла курс на Індію, напряму через Індійський океан.

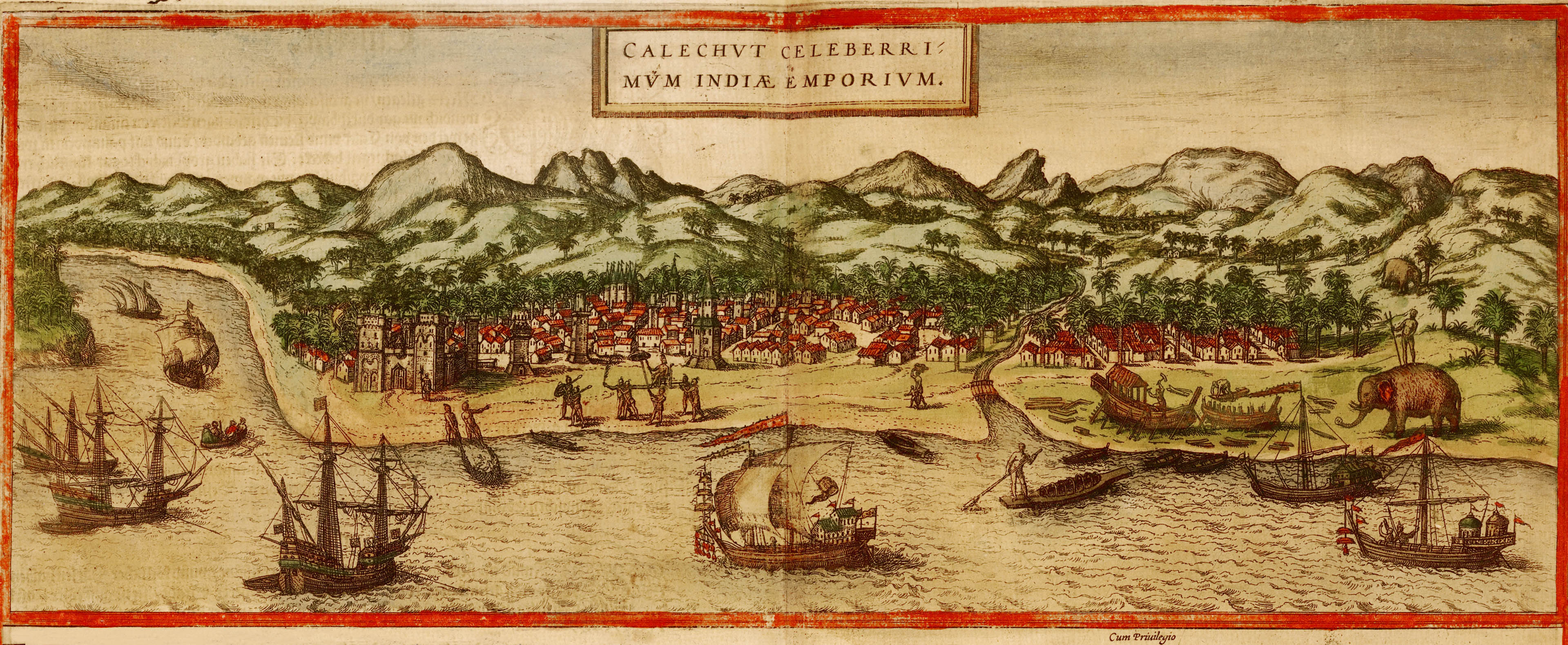
Гавань Калікуту в 1572 р.

## Прибуття в Калікут
20 травня 1498 року флот досяг Каппаду, неподалік від Калікута в сучасному індійському штаті Керала За десять з половиною місяців флотилією було пройдено понад 20 тис.км. і морський шлях з Європи до Індії було нарешті відкрито.

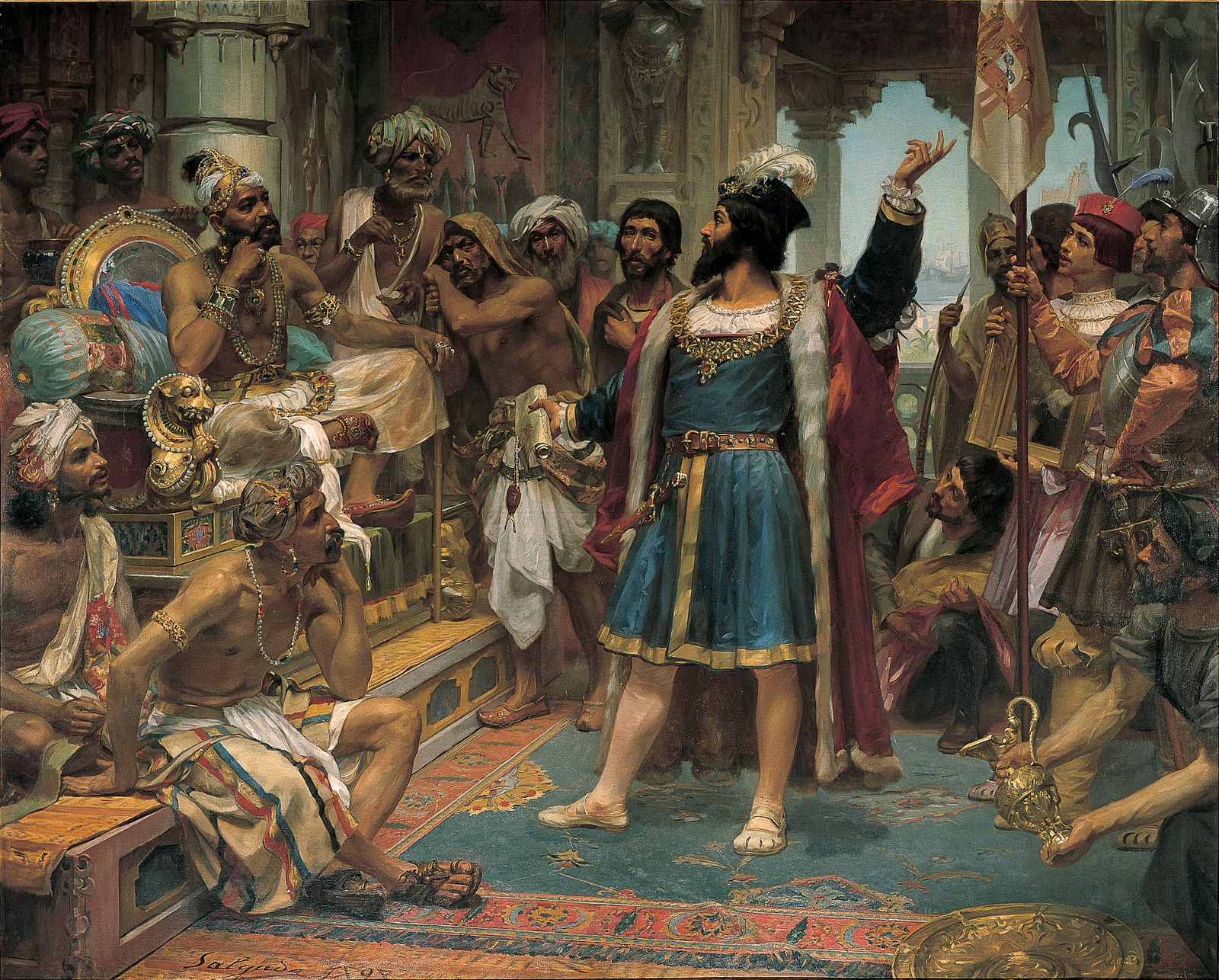
Васко да Гама перед заморіном Калікута. Велосо Сальгадо, 1898 р.

Місцевий правитель (заморин) прийняв португальців з надзвичайною урочистістю і гостинністю, включаючи велику процесію з 3 тисяч озброєних наїрів і удостоїв Васко да Гаму аудієнцією. Підготовлені Васко да Гама подарунки заморину — чотири плащі з багряного сукна, шість капелюхів, чотири гілки коралів, дванадцять «альмасаре», коробка з сімома латунними посудинами, ящик з цукром, дві бочки олії та барильце меду — були надто тривіальними і не справили враження на заморина. Мусульманські торговці, що були при дворі заморина, вказали, що подарунки, серед яких не було золота та коштовностей, недостойні європейського правителя, а Васко да Гама схожий більше на пірата, ніж на королівського посла. Товари європейців продавалися погано, до того ж з індійцями виникли суперечки з приводу мита, яке повинні були платити португальці. Васко да Гамі все ж вдалось провести переговори із заморином, передати йому листи від короля Мануеля I і отримати від заморина лист у відповідь з пропозицією розпочати взаємовигідну торгівлю.

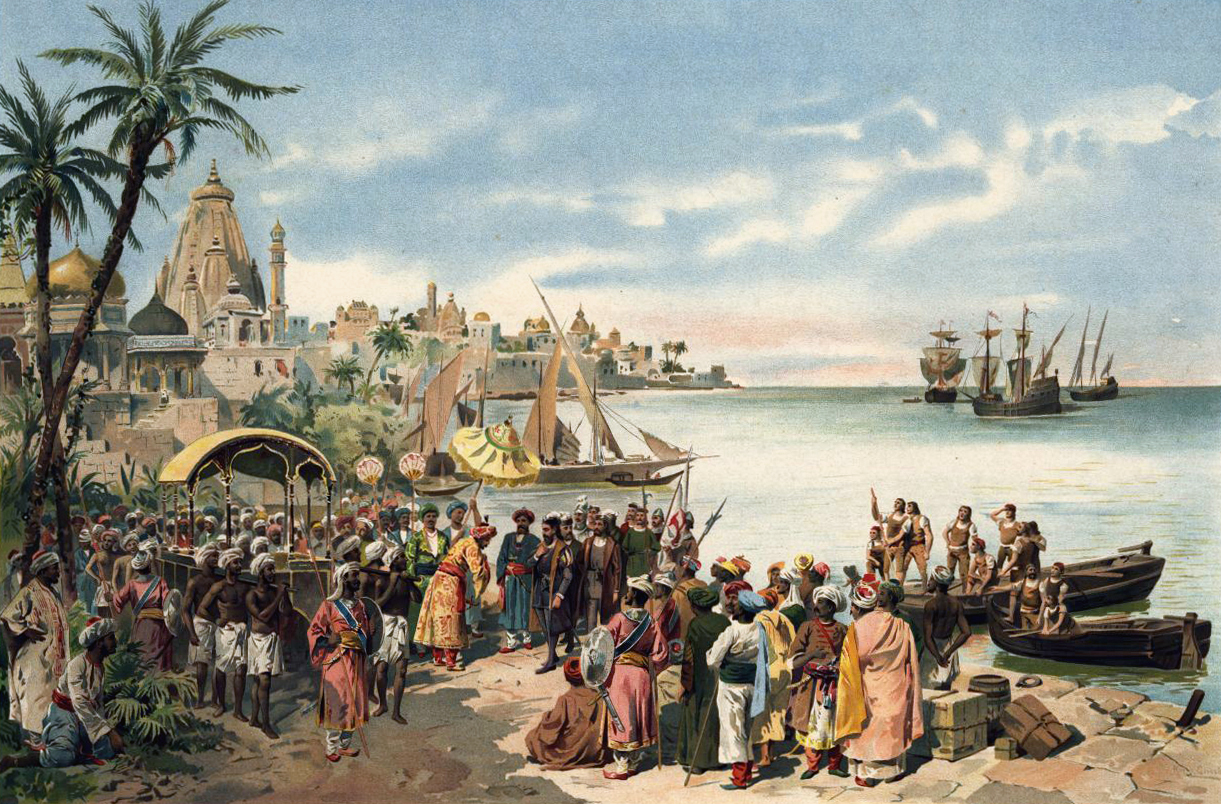
Прибуття Васко да Гама в Калікут в 1498 р. Альфредо Альмейро, 1900 р.

Поступово португальці змогли за низькими цінами реалізувати частину свого товару, що дозволило придбати невелику кількість прянощів та коштовностей. Прагнучи отримати більше товару, Васко да Гама запропонував заморину Калікута відправити велику кількість спецій в подарунок португальському королю. Заморин відмовився від цієї пропозиції і натомість наказав заарештувати товари португальців, що знаходились на березі. Конфлікт зростав і врешті-решт флотилія без попередження залишила Калікут, силою прихопивши з собою декілька місцевих мешканців в якості заручників.

## Повернення до Португалії

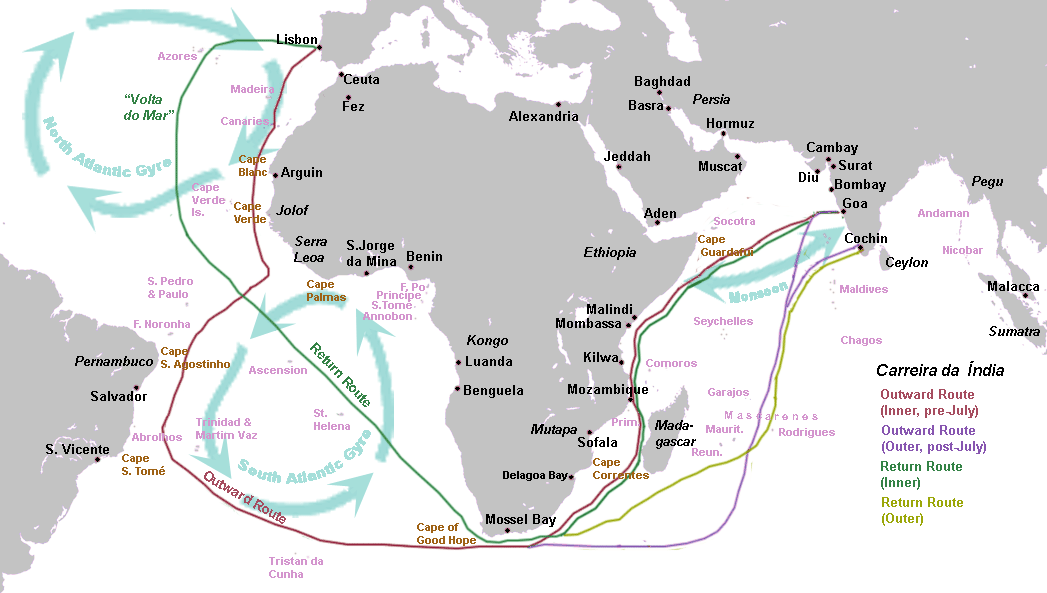
Маршрут, пройдений експедицією Васко да Гама в напрямку Індії і на зворотному шляху. В наступні роки цим маршрутом будуть користуватись усі наступні португальські індійські армади.

Полишивши Калікут 29 серпня, задовго до настання сприятливих зимових мусонів, флотилія Васко да Гами повільно рухалась на північ в сторону Гоа, зупиняючись на прибережних островах — островах Святої Марії й острові Анджедіва, де в очікуванні сприятливих вітрів провела біля сорока днів. На Анджедіва до португальців звернувся чоловік, що видавав себе за слугу султана Біджапуру і передав запрошення від султана в гості. Після допиту із застосуванням тортур він виявився євреєм з Кастилії. В подальшому Васко да Гама охрестив його як Гашпара да Гаму і став його хрещеним батьком. В наступні роки Гашпар да Гама брав участь ще в декількох індійських армадах як перекладач.

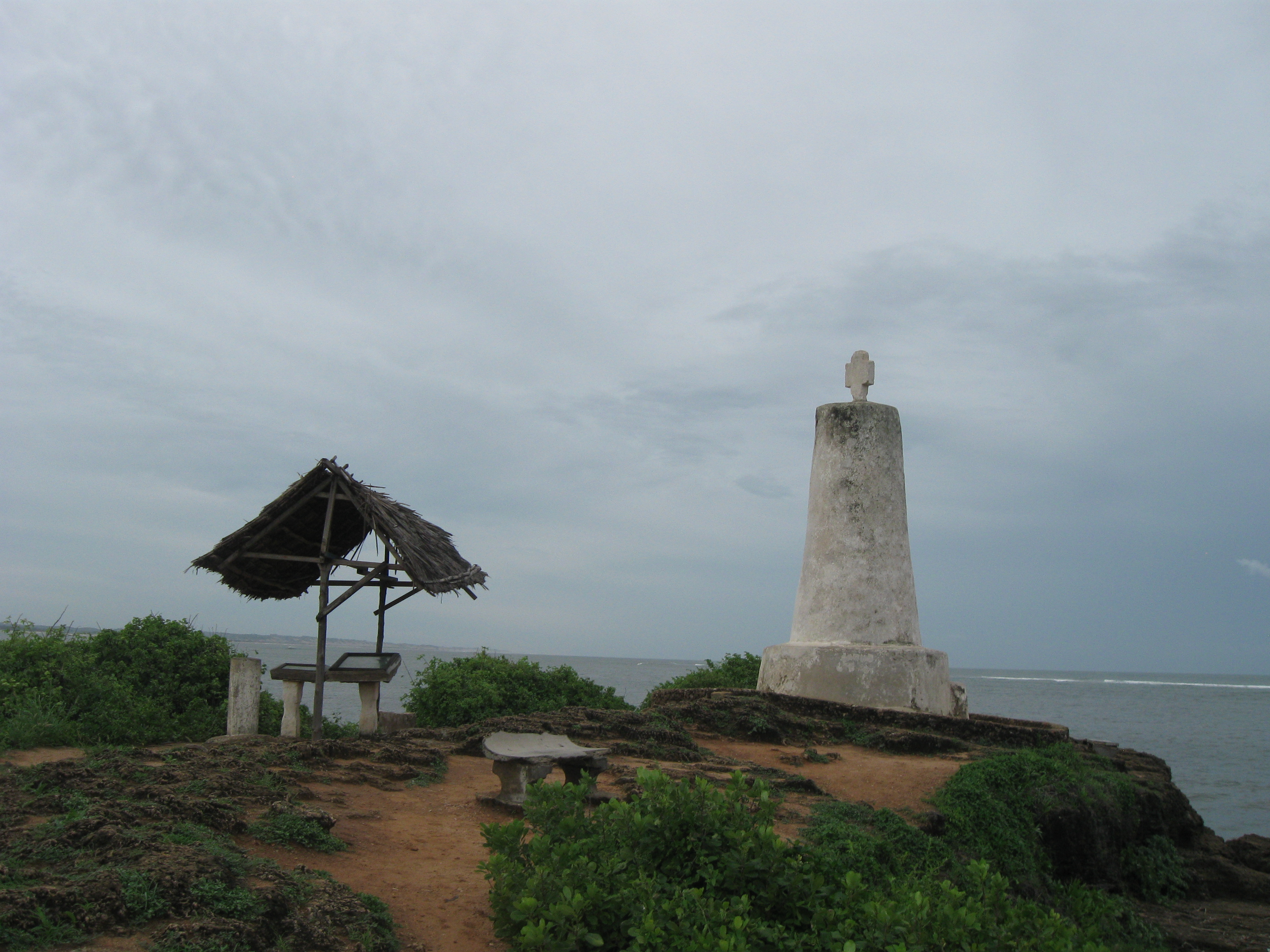
Знак на місці падрану «Сан-Спірітус», встановленого експедицією Васко да Гама на зворотному шляху в Малінді, Кенія

3 жовтня 1498 року, не дочекавшись настання сприятливих зимових мусонів, да Гама вирішує залишити узбережжя Індії і перетнути Індійський океан. Ця подорож в умовах штилю або зустрічних вітрів перетворилась на жахливе випробування. Влітку перетин Індійського океану зайняв у флотилії 23 дні, в зворотному напрямку подорож тривала 132 дні. Тримісячний маршрут до берегів Африки супроводжували спека, недостача їжі та води і хвороби екіпажу. Члени команди переконували Васко да Гаму повернутись до берегів Індії, але в кінці грудня з'явились сприятливі зимові мусони, які дозволили швидко дійти до берегів Африки. 2 січня 1499 мореплавці побачили багате місто Могадішо. Не наважуючись висадитись з нечисленною і виснаженою командою, Да Гама наказав для остраху обстріляти місто з гармат. 7 січня 1499 року флот Да Гами нарешті прибув у Малінді. Команда була у жахливому стані — близько половини загинуло, решта були вражені цингою. За п'ять днів завдяки гарній їжі та фруктам, наданим місцевим султаном, моряки зміцніли, однак все одно екіпажі кораблів так зменшилися, що 13 січня на стоянці південніше Момбаси корабель «Сан-Рафаель» довелось розібрати і спалити, а залишки екіпажу розподілити між «Сан-Габріелем» і «Берріо». 28 січня минули острів Занзібар, 1 лютого зробили зупинку біля Мозамбіку і 20 березня кораблі обігнули мис Доброї Надії. 

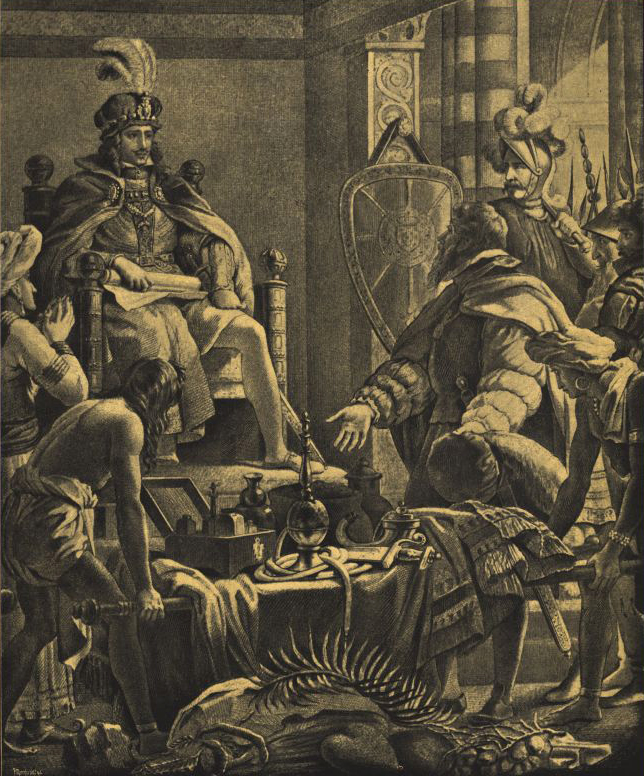
Васко да Гама підносить королю Мануелу перші індійські дари. Національна бібліотека Португалії, c. 1900 рік

16 квітня попутний вітер доніс судна до узбережжя Гвіани. Тут кораблі експедиції роз'єднались. Швидша і легша каравела «Берріо» без зупинок направилась в Португалію, а Сан-Габріель Васко да Гами зробив зупинку на островах Кабо-Верде через хворобу брата — Пауло. Бажаючи, щоб брат помер на рідній землі в Португалії, Васко да Гама наймає швидку невелику каравелу і відпливає на ній з братом, а Сан-Габріель отримує наказ йти за ними. Дорогою до Португалії каравела з братами Да Гама робить зупинку на о. Терсейра на Азорах, де Паоло да Гама помирає, а Васко да Гама залишається з ним до самої смерті.
10 липня 1499 року більш ніж через два роки з початку експедиції, каравела Берріо на чолі з капітаном Ніколау Коелью і під управлінням шкіпера Перу Ешкобара увійшла в річку Тахо з новиною, яка вразила весь Лісабон — португальці нарешті знайшли морський шлях до Індії і успішно його подолали. Пізніше цього місяця до Португалії повернувся і Сан-Габріель, але без Васко да Гама, який до останнього залишався із своїм хворим братом на Азорських островах і повернувся додому лише 31 серпня, вже після повернення обох кораблів. Він був прийнятий королем Мануелем I з великими почестями.
Мануел I поспішив повідомити новину Католицьким королям Іспанії, повідомляючи, що шлях до Індії знайдено і досліджено португальською короною. Король Португалії наділив Васко да Гама дворянським титулом, передав йому у спадкове володіння місто Сінеш, призначив пожиттєву пенсію, а в 1502 році присвоїв звання «Адмірал морів Аравії, Персії, Індії та всього Сходу».
Португальський філософ-гуманіст Даміано де Гойш повідомляє, що під час подорожі було встановлено п'ять падранів: «Сан-Рафаель» біля річки Бонс-Сінай, «Сан-Хорхе» на острівці Сан-Хорхе біля Мозамбіку, «Сан-Спірітус» в Малінді, «Санта-Марія» на островах Святої Марії та Сан-Габріель у Калікуті. Ці знаки мали на меті підтвердити суверенітет Португалії над цими місцями.

## Хронологія подорожі
| РІК  | МАРШРУТ | Відбуття                     | Прибуття                     | ДНІ                          | ДНІ      |                |
| РІК  | МАРШРУТ | Відбуття                     | Прибуття                     | в морі                       | на якорі |                |
| ---- | --- | ---------------------------- | ---------------------------- | ---------------------------- | -------- | -------------- |
| 1497 | Лісабон — о. Сантьягу (о-ви Зеленого Мису) Флотилія вирушає з Белену під (Ліссабоном) у суботу 8-го липня. До Островів Зеленого Мису її супроводжувє на окремому кораблі Бартоломео Діаш, що пливе на окремому кораблі в гвінейську факторію Ельміна. Дорогою кораблі втратили один одного в тумані і знову зібрались разом вже біля о. Сантьягу. | 08.07                        | 27.07                        | 19                           | —        | ДОРОГА В ІНДІЮ |
| 1497 | о. Сантьягу (о-ви Зеленого Мису). Тижнева стоянка для поповнення запасів. | ---------------------------- | ---------------------------- | ---------------------------- | 7        | ДОРОГА В ІНДІЮ |
| 1497 | о. Сантьягу — затока Св. Олени (Південна Африка). За 200 миль від о. Сантьягу у Сан-Габріель було пошкоджено грот-рею, 2 дні її лагодять. Флотилія йде 90 днів у відкритому океані, спочатку тримаючи курс на південь, поки не знаходить сприятливі вітри на широті о. Святої Олени і відтак змінює курс на піденно-східний. Флотилія вперше бачить землю після 3-місячного морського переходу і пристає до берегу у зручній затоці неподалік від південного мису Африки, яку вони називають затокою Святої Олени.                                                                   | 03.08                        | 07.11                        | 96                           | —        | ДОРОГА В ІНДІЮ |
| 1497 | Затока Св. Олени. Довга зупинка для відпочинку та поповнення запасів води, деревини та їжі. | ---------------------------- | ---------------------------- | ---------------------------- | 9        | ДОРОГА В ІНДІЮ |
| 1497 | Затока Св. Олени — Мис Доброї Надії . Флотилія проходить мис 22-го. | 16.11                        | 22.11                        | 6                            | —        | ДОРОГА В ІНДІЮ |
| 1497 | Мис Доброї Надії — затока Сан-Брас | 22.11                        | 25.11                        | 3                            | —        | ДОРОГА В ІНДІЮ |
| 1497 | Затока Сан-Брас, яку відкрив ще Бартоломеу Діаш в 1488 р. Довга зупинка під час якої вантаж і екіпаж з вантажного судна Сан-Мігель розподіляють між іншими кораблями, а його самого демонтують. Встановлюють в цьому місці знак, який було знищено тубільцями ще до відплиття флотилії. | ---------------------------- | ---------------------------- | ---------------------------- | 13       | ДОРОГА В ІНДІЮ |
| 1497 | Сан-Брас — Наталь. Флотилія йде вздовж африканського берегу на північ, з трудом долаючи сильні течії, які зносять кораблі назад. 16 грудня кораблі минають останній падрон, встановлений Бартоломеу Діашем. На Різдво (25 грудня) Васко да Гама бачить мис, який він називає «Наталь» (порт. «Різдво» — сучасна провінція Квазулу-Натал у Південній Африці). | 08.12                        | 28.12                        | 20                           | —        | ДОРОГА В ІНДІЮ |
| 1497 | Наталь — Ріо-Кобре | 28.12                        | 11.01                        | 14                           | —        | ДОРОГА В ІНДІЮ |
| 1497 | Ріо-Кобре (нинішня річка Мутамба). Флотилія поповнює запаси води. Внаслідок теплого прийому від тубільців і великої кількості мідних прикрас територію називають «Землею добрих людей», а річку — «Мідною». | ---------------------------- | ---------------------------- | ---------------------------- | 5        | ДОРОГА В ІНДІЮ |
| 1498 | Ріо-Кобре — Ріо-Бонш-Сінайш | 16.01                        | 25.01                        | 9                            | —        | ДОРОГА В ІНДІЮ |
| 1498 | Ріо-Бонш-Сінайш. Оскільки в цьому місці узбережжя відхиляється на захід, флот минає Софалу, не побачивши її. Поблизу Келімане флот робить довгу зупинку для кренгування кораблів, ремонту щогли на Сан-Рафаелі і відновлення виснаженого і хворого на цингу екіпажу. Васко да Гама назвав місцеву річку «річкою добрих знаків», бо саме тут вони вперше зустріли людей, які сказали їм, що вже бачили великі кораблі. Це підказало португальцям, що вони на вірному шляху і що незабаром вони знайдуть кораблі і місцевих лоцманів, що зможуть вказати їм дорогу до Індії.           | ---------------------------- | ---------------------------- | ---------------------------- | 30       | ДОРОГА В ІНДІЮ |
| 1498 | Ріо-Бонш-Сінайш — о. Мозамбік | 24.02                        | 02.03                        | 6                            | —        | ДОРОГА В ІНДІЮ |
| 1498 | Мозамбік. Спочатку султан Мозамбіку, який приймає їх за мусульман зустрічає флотилію привітно і надає їм двох лоцманів. В порту експедиція вперше побачила великі кораблі мусульманських купців зі спеціями та іншими товарами, які шукають португальці. Це викликає загальне піднесення. Після того, як їх християнське походження викрито, стається низка непорозумінь і конфліктів і флотилія покидає порт пограбувавши декілька місцевих човнів і обстрілявши його з гармат. | ---------------------------- | ---------------------------- | ---------------------------- | 27       | ДОРОГА В ІНДІЮ |
| 1498 | о. Мозамбік — Байшос-Сан-Рафаель Флотилія проминає головне місто султанату — Кілву, не побачивши його. Зустрічні вітри затримують подальше просування на північ. | 29.03                        | 05.04                        | 7                            | —        | ДОРОГА В ІНДІЮ |
| 1498 | Байшос-Сан-Рафаель. Сан-Рафаель сідає на мілину неподалік о. Занзібар біля прибережного поселення Тонгоні, але цого вдається зняти. Через це мілину називають «Байшос (мілина) де Сан-Рафаель» | ---------------------------- | ---------------------------- | ---------------------------- | 2        | ДОРОГА В ІНДІЮ |
| 1498 | Байшос-Сан-Рафаель — Момбаса | 07.04                        | 07.04                        | години                       |          | ДОРОГА В ІНДІЮ |
| 1498 | Момбаса. В Момбасі експедицію також гарно зустріли, але знову відносини швидко псуються. Лоцмани, отримані в Мозамбіку тікають і флотилія покидає місто. | ---------------------------- | ---------------------------- | ---------------------------- | 6        | ДОРОГА В ІНДІЮ |
| 1498 | Момбаса — Малінді Короткий перехід до сусуднього Малінді. По дорозі флотилія Да Гами знову вдається до піратства — захоплює і грабує тубільний човен з 17 пасажирами, яких також беруть в полон. | 13.04                        | 14.04                        | 1                            | —        | ДОРОГА В ІНДІЮ |
| 1498 | Малінді Флотилія отримує доброзичливий прийом у правителя Малінді, який сам ворогує з Мозамбіком. Гама звільняє заручників, захоплених в човні, а султан Малінді присилає на кораблі лоцмана, який обіцяє привести флотилію в Індію. Кристуючись сприятливим весняним мусоном, флотилія залишає африканське узбережжя і бере курс на Індію. | ---------------------------- | ---------------------------- | ---------------------------- | 10       | ДОРОГА В ІНДІЮ |
| 1498 | Малінді — Калікут. Кораблі досягають Індії 18 травня. 20 травня флотилія кидає якір біля Каппаду, поблизу Калікута. | 24.04                        | 20.05                        | 26                           |          | ДОРОГА В ІНДІЮ |
| 1498 | Разом: 309 днів |                              |                              |                              |          | ДОРОГА В ІНДІЮ |
| 1498 | Калікут — о-ви Св. Марії. Після насиченої подіями тримісячної стоянки в Калікуті, 29 серпня, не дочекавшись сприятливих зимових мусонів флотилія покидає Калікут, захопивши в заручники декілька місцевих жителів | 29.08                        | 15.09                        | 17                           | —        | ДОРОГА ДОДОМУ  |
| 1498 | Острови Святої Марії. 15 вересня експедиція встановлює падран на одному з островів | ---------------------------- | ---------------------------- | ---------------------------- |          | ДОРОГА ДОДОМУ  |
| 1498 | о-ви Св. Марії — о. Анджедіва | 15.09                        | 20.09                        | 5                            | —        | ДОРОГА ДОДОМУ  |
| 1498 | Острів Анджедіва. Довга стоянка в очікуванні попутних вітрів. Поруч з'являються піратські човни. Португальці здійснюється напад і грабують місцевий човен. | ---------------------------- | ---------------------------- | ---------------------------- | 15       | ДОРОГА ДОДОМУ  |
| 1498 | о. Анджедіва — Малінді. Так і не дочекавшись попутного вітру, експедиція вирушає у важку 90-денну подорож в умовах штилю або зустрічого вітру. Їжі недостатньо і екіпаж хворіє на цингу. Тридцять чоловіків загинуло, а вцілілі, ослаблені, заледве управляють кораблями. Екіпаж переконує Да Гаму повернутись в Індію, але поява 27 грудня сприятливих вітрів змушують їх продовжувати. 2 січня флотилія підійшла до Могадішу на Африканському узбережжі, в який не висаджуються а обстрілюють з бомбард і йдуть далі на південь в пошуках Малінді, до якого доходять через 5 днів. | 05.10                        | 07.01                        | 94                           | —        | ДОРОГА ДОДОМУ  |
| 1498 | Малінді. Знесилених португальців султан Малінді зустрічає подарунками свіжої води, їжі та фруктів. Васко да Гама збирає найкращі подарунки, які передає у відповідь. | ---------------------------- | ---------------------------- | ---------------------------- | 4        | ДОРОГА ДОДОМУ  |
| 1499 | Малінді — Байшос-Сан-Рафаель. Експедиція проходить повз Занзібар, не заходячи на острів. | 11.01                        | 13.01                        | 2                            | —        | ДОРОГА ДОДОМУ  |
| 1499 | Байшос-Сан-Рафаель (мілини між Тонгоні і Занзібаром). Через нестачу людей для управління трьома кораблями, на тій самій мілині, на яку Сан-Рафаель сів по дорозі в Індію, його спалюють (щоб зібрати цвяхи та інші металевих частини), а вантаж і залишки екіпажу розподіляються між Сан-Рафаелем і Берріо. | ----                         | ----                         | ----                         | 14       | ДОРОГА ДОДОМУ  |
| 1499 | Байшос-Сан-Рафаель — о. Мозамбік | 27.01                        | 02.02                        | 5                            | —        | ДОРОГА ДОДОМУ  |
| 1499 | Зупинка на острівці Сан-Хорхе навпроти Мозімбіку. Експедиція встановлює на острівці останній падран. | ---------------------------- | ---------------------------- | ---------------------------- | 1        | ДОРОГА ДОДОМУ  |
| 1499 | о. Мозамбік — затока Сан-Брас. Експедиція знову проминає Софалу не виявиви її місцезнаходження. | 03.02                        | 03.03                        | 29                           | —        | ДОРОГА ДОДОМУ  |
| 1499 | Затока Сан-Брас. Експедиція рибалить та полює на тюленів та пінгвінів, м'ясо яких засолюють | ---------------------------- | ---------------------------- | ---------------------------- | 9        | ДОРОГА ДОДОМУ  |
| 1499 | Сан-Брас — Мис Доброї Надії. | 12.03                        | 20.03                        | 8                            | —        | ДОРОГА ДОДОМУ  |
| 1499 | Мис Доброї Надії — р. Геба (Гвінея-Бісау). Кораблі пливуть разом, але в одну з ночей Берріо втрачає з видимості Сан-Габріель. Останній заходить на зупинку на о.Сантьягу (о-ви Зеленого мису), а Берріо направляється без зупинок в Португалію. | 20.03                        | 25.04                        | 36                           | —        | ДОРОГА ДОДОМУ  |
| 1499 | р. Геба — Лісабон. На острові Сантьяго Васко да Гама бере в оренду швидку каравелу, щоб перевезти хворого брата на Азорські острови, сподіваючись врятувати його. 10 липня 1499 року швидший та легший «Берріо» на чолі з капітаном Ніколау Коельо та шкіпером Перу Ескобаром прибув в Лісабон. В серпні в Лісабон прийшов Сан-Габріель. Васко да Гама, після смерті Пауло Да Гама острові Терсейра, повернувся до Лісабона 29 серпня 1499. | 25.04                        | 10.06                        | 46                           | —        | ДОРОГА ДОДОМУ  |
| 1499 | Разом: 315 днів |                              |                              |                              |          | ДОРОГА ДОДОМУ  |

## Підсумки

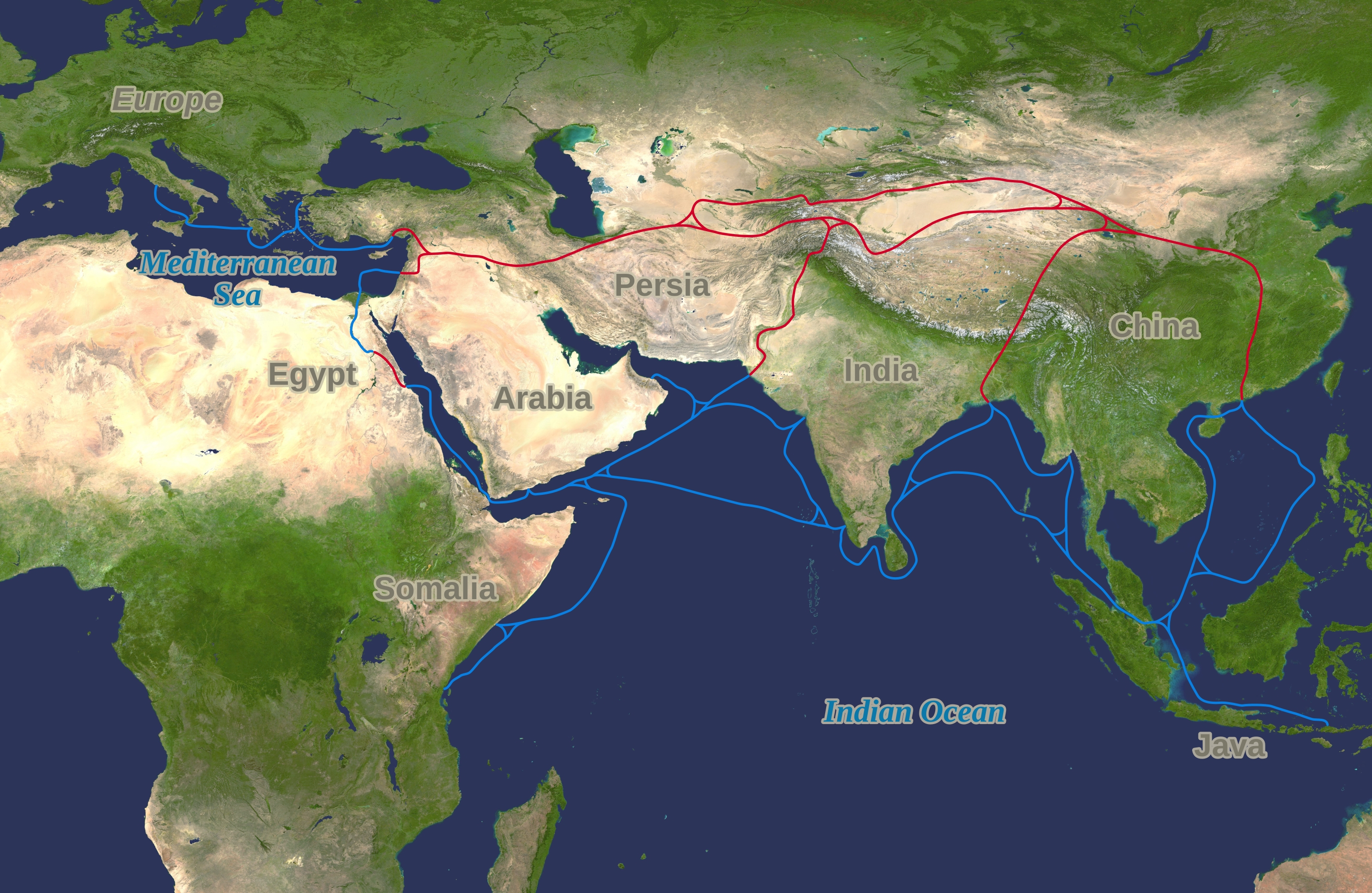
Торгові шляхи між Європою та Південною і Південно-Східною Азією до відкриття португальцями морського шляху до Індії

Зі 170 людей і 4 кораблів, що вирушили в плавання, додому повернулось лише 55 осіб на 2 кораблях. Було втрачено половину кораблів і 2/3 екіпажу. Португальські товари, доставлені кораблями експедиції в Індію виявились не цікавими місцевому ринку й так і не були розпродані до відплиття флотилії додому. Окрім того, Васко да Гама зазнав невдачі у своїй основній місії — забезпечення торгового договору з Калікутом. Тим не менш, економічні результати експедиції Да Гама перевершили найсміливіші очікування, оскільки вантаж прянощів, доставлений експедицією в Лісабон в десятки разів перевершував вартість витрат на експедицію. Цей шлях відтоді стали щорічно повторювати португальські індійські армади, а спеції з Індії стали основою багатства Португальської корони.

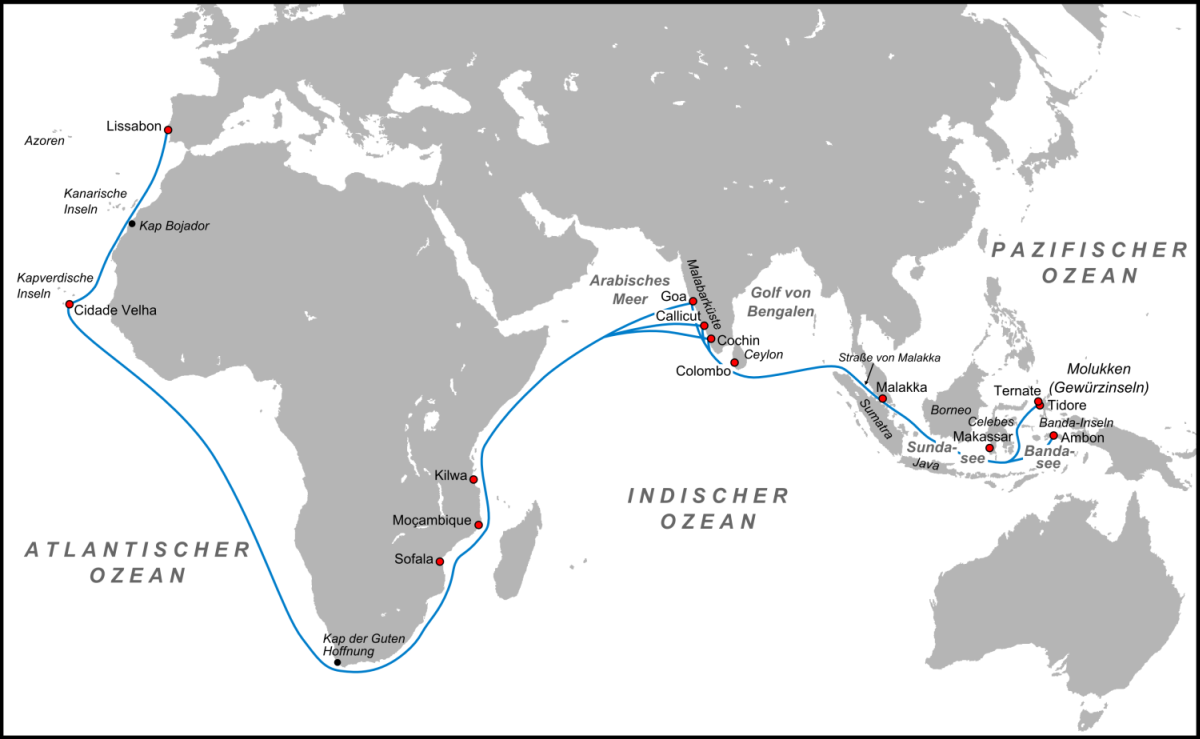
Торгові шляхи між Європою та Південною і Південно-Східною Азією після відкриття португальцями морського шляху до Індії

Відкриття португальцями морського шляху до Індії призвело до глобальних змін в світовій торгівлі. Арабські торговці і венеційці втратили монополію на торгівлю прянощами та іншими східними товарами, що поступово призвело до зниження цін на ці товари і сприяло комерційному розвитку континенту. Португалія перетворилась на потужну морську торгову державу, тоді як ті країни, що контролювали цю торгівлю до відкриття морського шляху в Індію або занепадали або взагалі припинили своє існування. Так, протягом двадцяти років з моменту плавання Васко да Гама припинив існувати Мамелюцький султанат в Єгипті, який зміг перемогти в бою монгольські полчища, але не зміг вижити без посередництва в торгівлі спеціями. Стрімко почали занепадати багаті торгові міста узбережжя Суахілі в Африці і Малабару в Індії. Венеційська республіка також так і не змогла пережити удару від втрати монополії на торгівлю спеціями. З XVI століття почався довгий, але неухильний період її занепаду як світової торгової потуги.